# Scherifen von Mekka

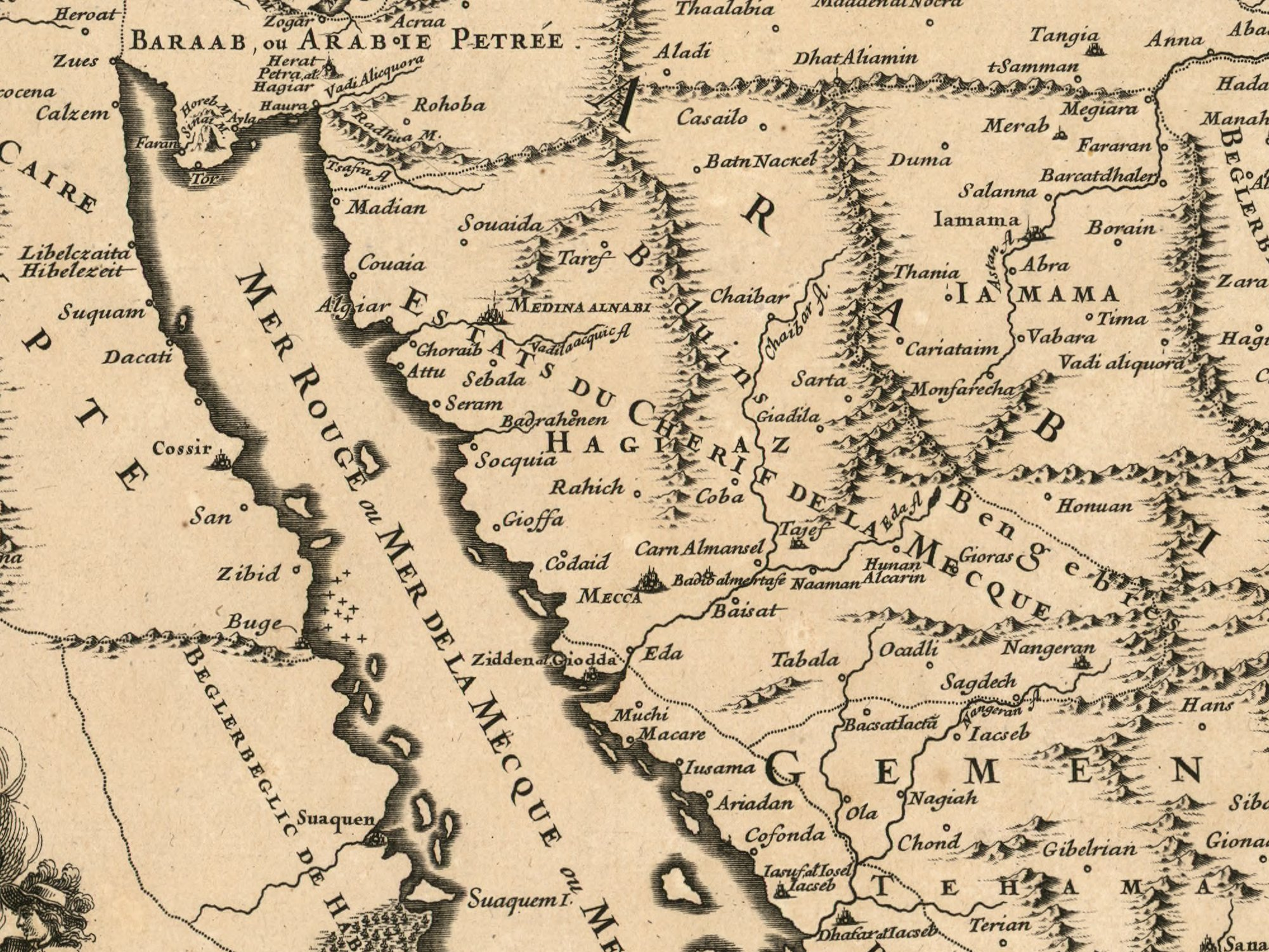
Das Herrschaftsgebiet der Scherifen von Mekka Ende des 17. Jahrhunderts

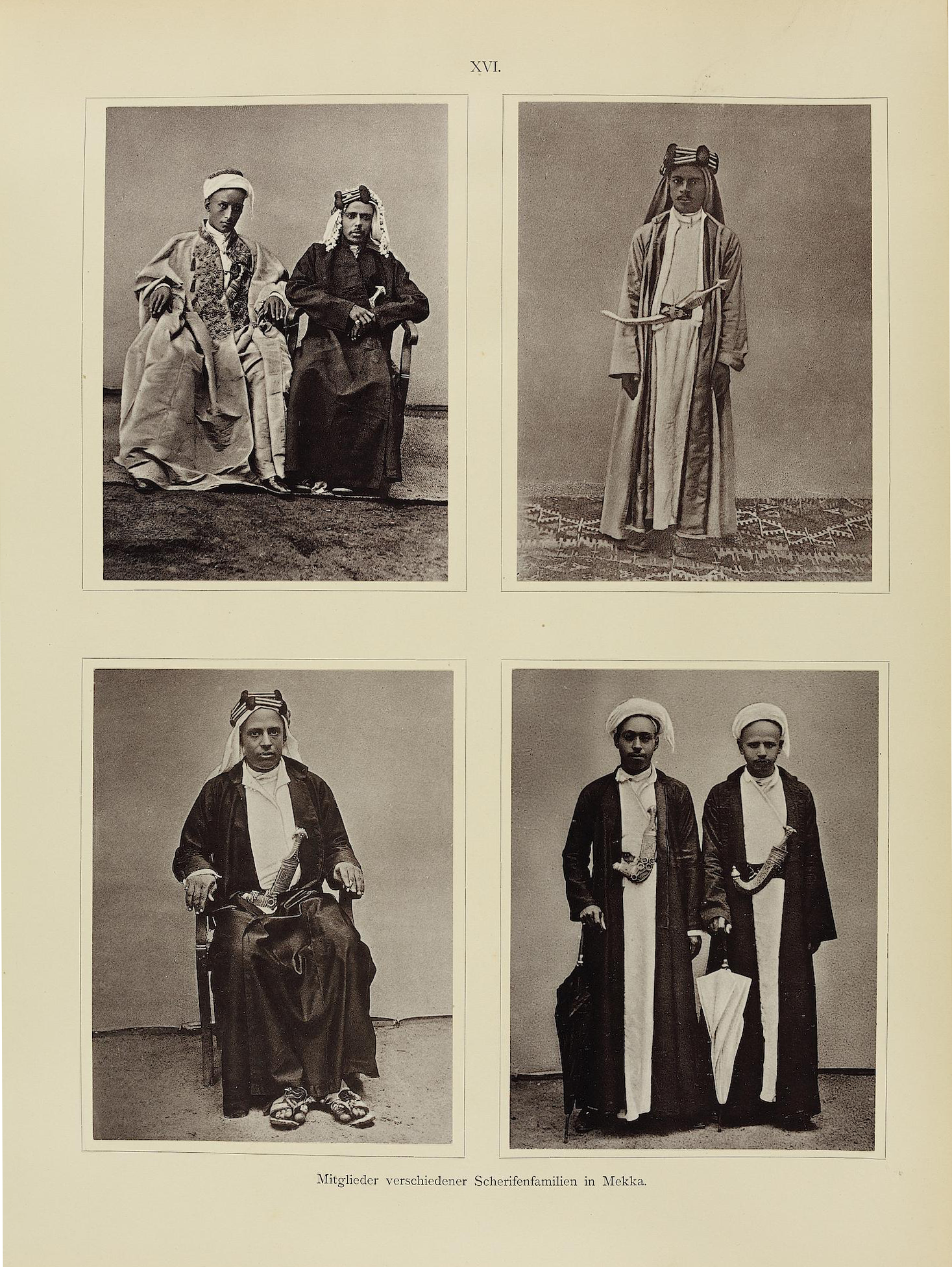
Mitglieder verschiedener Scherifenfamilien in Mekka (aus Christiaan Snouck Hurgronjes Bilder-Atlas zu Mekka von 1888)

Die Scherifen von Mekka (arabisch أشراف مكة aschrāf Makka, DMG ašrāf Makka) waren ein weitverzweigtes Netz scherifischer Familien, die von ca. 968 bis 1925 die Herrscher von Mekka stellten. Gemeinsam war diesen Familien die hasanidische Herkunft, sie führten ihren Stammbaum also auf den Prophetenenkel al-Hasan ibn ʿAlī zurück. Der jeweils herrschende Scherif wurde seit Beginn der Mamlukenherrschaft in Ägypten als „Emir von Mekka“ (amīr Makka) bezeichnet. Häufig machten sich die verschiedenen Zweige der Familie die Macht gegenseitig streitig und lagen im Kampf miteinander. Zeitweise teilten sie sich aber auch die Herrschaft. Bis zur zweiten Hälfte des 14. Jahrhunderts waren die Scherifen von Mekka zaiditische Schiiten, danach gingen sie zum sunnitischen Islam über.
Das Herrschaftsgebiet der Scherifen von Mekka erstreckte sich die meiste Zeit über nicht nur auf die Stadt Mekka und ihr Umland, sondern auch über weite Teile des Hedschas mit den Städten Ta'if, Dschidda, Yanbuʿ und Medina. Zwar erkannten die Scherifen von Mekka fast durchgehend die Oberherrschaft verschiedener islamischer Dynastien an, doch verfügten sie durch die Zusammenarbeit mit verbündeten Beduinen über eigene Streitkräfte und erhoben auch eigene Steuern. Als Kompensation dafür, dass sie ihre Oberherrschaft über die heilige Stadt anerkannten und den Schutz der Haddsch-Karawane sicherten, ließen ihnen die Herrscher der betreffenden islamischen Großreiche Subsidienzahlungen und Geschenke zukommen. Vom 15. Jahrhundert bis zum frühen 19. Jahrhundert betätigten sich die mekkanischen Scherifen außerdem im Seehandel auf dem Roten Meer und im Indischen Ozean.
In osmanischen Einsetzungsurkunden wird die mekkanische Herrscherfamilie seit dem 16. Jahrhundert als „haschimitische Dynastie“ (sulāla Hāšimīya) bezeichnet. In europäischen Beschreibungen werden die herrschenden Scherifen ab der Mitte des 19. Jahrhunderts zur Unterscheidung von anderen Scherifen meist Großscherifen genannt, eine Bezeichnung, die in arabischen Quellen kein Gegenstück hat. Die heutige Dynastie der Haschimiten von Jordanien geht aus der Nachkommenschaft des vorletzten Scherifen Hussain I. ibn Ali, der sich 1916 zum König der Araber ausrief, hervor.

## Innere Aufgliederung und Abstammung der scherifischen Familien
| SulaimānidenHāschimiden | DschaʿfaridenQatādiden |

Stammtafel der frühen scherifischen Herrscher von Mekka

Insgesamt unterscheidet man bei den Scherifen von Mekka vier verschiedene Familienzweige: 1. Dschaʿfariden, 2. Sulaimāniden, 3. Hāschimiden (arab. Hawāšim) und 4. Qatādiden (arab. Banū Qatāda). Gemeinsamer Stammvater all dieser scherifischen Familien war Mūsā al-Dschaun (Nr. 7 der Stammtafel), ein Bruder des hasanidischen Rebellen Muhammad an-Nafs az-Zakīya (gest. 762). Die Dschaʿfariden sind nach Abū Dschaʿfar Muhammad (Nr. 25) benannt, dessen Sohn Abū Muhammad Dschaʿfar (Nr. 28) in den 960er Jahren die Macht in Mekka ergriff und seinen Nachkommen die Macht vererbte. Nach ihrem Vorfahren Mūsā ath-thānī (Mūsā II), einem Enkel Mūsā al-Dschauns, werden die Dschaʿfariden in einigen Geschichtswerken auch Mūsāwiden genannt, im Gegensatz zu den Sulaimāniden, die Nachkommen von Sulaimān ibn ʿAbdallāh (Nr. 14), einem Bruder von Mūsā II, waren. Die Hāschimiden waren eigentlich auch Mūsāwiden, doch stammten sie im Gegensatz zu den Dschaʿfariden nicht von Abū Dschaʿfar Muhammad ab, sondern von dessen Bruder Abū Hāschim Muhammad (Nr. 27). Beide Brüder waren Söhne von al-Husain al-Amīr, einem Enkel von Mūsā II.
Die Qatādiden, die die längste Zeit Mekka regierten, sind nach Qatāda ibn Idrīs (Nr. 43) benannt, der Anfang des 13. Jahrhunderts die Herrschaft in Mekka ergriff. Auch die Qatādiden waren Mūsāwiden, allerdings stammten sie nicht von al-Husain al-Amīr ab, sondern von dessen Bruder ʿAbdallāh (Nr. 22). Die Qatādiden, die bis zum frühen 20. Jahrhundert über Mekka herrschten, gliederten sich im 17. Jahrhundert in die drei Clane Dhawū ʿAbdallāh, Dhawū Barakāt und Dhawū Zaid auf. Die Dhawū ʿAun, die die letzten Scherifen von Mekka stellten, sind ein Unterzweig der Dhawū ʿAbdallāh.

## Geschichte

### Herrschaft der Dschaʿfariden (968–1061)

#### Anfänge
Die scherifische Herrschaft über Mekka begann ungefähr zeitgleich mit dem Tode des ägyptischen Herrschers Kāfūr (968), als der Hasanide Abū Muhammad Dschaʿfar ibn Muhammad die Macht in der heiligen Stadt an sich riss. Hintergrund waren Kämpfe zwischen Hasaniden und Husainiden in Medina gewesen, infolge derer Dschaʿfar ibn Muhammad nach Mekka auswich und die Stadt in Besitz nahm.
Dschaʿfar ibn Muhammad erkannte 969 den neuen fatimidischen Herrscher von Ägypten al-Muʿizz auch als Oberherrn von Mekka an, indem er für ihn die Chutba sprechen ließ. Al-Muʿizz setzte ihn daraufhin als Statthalter von Mekka ein. Einige Jahre später, im Januar 975, übergab al-Muʿizz einer Delegation von Scherifen und andere Notabeln aus dem Hidschāz eine Prämie von 400.000 Dirham. Daraufhin wurde im August 975 erstmals auch beim Haddsch das Bittgebet für al-Muʿizz gesprochen. Da sich ʿĪsā, der Sohn und Nachfolger Dschaʿfars, kurz danach weigerte, dem neuen fatimidischen Kalifen al-ʿAzīz zu huldigen, belagerten die Ägypter beim Haddsch 976 Mekka und erzwangen so, dass die Chutba bei der Pilgerversammlung im Namen des fatimidischen Kalifen gehalten wurde. In den Jahren danach führten die ägyptischen Pilgerkarawanen wieder reiche Geldgeschenke für die Scherifen (ṣilāt al-ašrāf) mit, was auf eine Normalisierung der Beziehung zwischen Fatimiden und Scherifen schließen lässt.

#### Die kalifalen Ambitionen des Abū l-Futūh
Ab 994 herrschte ʿĪsās Bruder Abū l-Futūh al-Hasan ibn Dschaʿfar über Mekka. Er brachte im Jahre 1000 auf Weisung des Kalifen al-Hākim bi-amr Allāh auch Medina in seine Gewalt und setzte der Herrschaft der dort herrschenden husainidischen Banū l-Muhannā ein Ende. Als 1010 al-Hākim seinen Wesir ʿAlī al-Maghribī umbringen ließ, floh dessen Sohn Abū l-Qāsim ibn al-Maghribī nach Ramla an den Hof des Dscharrahiden-Herrschers Mufarridsch und stachelte ihn zu einem Aufstand gegen die Fatimiden an. Er riet ihm, mit dem Scherifen von Mekka Kontakt aufzunehmen und diesem das Imamat anzutragen, da er im Unterschied zu den Fatimiden „keinerlei Makel in seinem Stammbaum“ habe. Ibn al-Maghribī selbst begab sich nach Mekka, und der Scherif Abū l-Futūh wurde von seinen Familienangehörigen zum Kalifen mit dem Thronnamen ar-Raschīd li-dīn Allāh (Der Religion Gottes Rechtgeleitete) ausgerufen. Abū l-Futūh zog anschließend mit seinen Verwandten und einer großen Zahl schwarzer Sklaven, umgürtet mit dem Schwert Dhū l-Faqār, nach Ramla, wo er am 13. September 1012 Einzug hielt. Formell erstreckte sich die Herrschaft des scherifischen Gegenkalifen auf Palästina zwischen Pelusium und Tiberias und schloss auch Jerusalem ein, wo er einen neuen Patriarchen, Theophilos, einsetzte und den Christen erlaubte, die zwei Jahre zuvor zerstörte Grabeskirche wieder aufzubauen.
Der Aufstand unter der Führung des scherifischen Gegen-Kalifen brach jedoch schnell zusammen. Al-Hākim ernannte Abū t-Taiyib Dāwūd, einen sulaimānidischen Verwandten von Abū l-Futūh, zum neuen Statthalter von Mekka, der die Stadt belagerte. Darüber hinaus sandte al-Hākim größere Summen Geldes an die Dscharrahiden, um sie zur Preisgabe des Gegenkalifen zu bewegen. Die Dscharrahiden ließen sich dadurch bewegen, die Sache des Abū l-Futūh zu verlassen. Mufarridsch schrieb an al-Hākim und vermittelte eine allgemeine Aussöhnung. Abū l-Futūh kehrte im Oktober 1012 nach Mekka zurück und ließ die Chutba wieder für al-Hākim sprechen. In einem Brief an den fatimidischen Kalifen machte er Entschuldigungsgründe geltend und bat um Gnade, die ihm vom Kalifen auch gewährt wurde. Nach diesem Aufstand hielten die Scherifen den fatimidischen Kalifen fast 70 Jahre die Treue.

### Herrschaft der Hāschimiden (1063–1200)

#### Zwischen Fatimiden und Abbasiden: Abū Hāschims Chutba-Politik
Im Jahre 1061 starb der Scherif Schukr ad-Dīn kinderlos, woraufhin unter den verschiedenen hasanidischen Familien von Mekka Kämpfe ausbrachen. Zunächst setzte sich mit Hamza ibn Wahhās ein Angehöriger der sulaimānidischen Scherifen durch. Dann intervenierte jedoch der schiitische Herrscher des Jemen Ali as-Sulaihi in Mekka und setzte als neuen Statthalter den Scherifen Abū Hāschim Muhammad ein. Er war ein Nachkomme des gleichnamigen Bruders des ersten Scherifen Dschaʿfar ibn Muhammad und begründete die Scherifen-Linie der Hāschimiden. Abū Hāschim ließ im Jahre 1069 die Chutba wieder im Namen der Abbasiden sprechen und nahm auch den Seldschuken-Sultan Alp Arslan in die Predigt auf, wofür er von dem Sultan ein Geschenk von 30.000 Dinar erhielt sowie das Versprechen, dass er jährlich ein Geschenk von 10.000 Dinar und ein Ehrengewand erhalten sollte. Dieses Arrangement dauerte allerdings nur wenige Jahre. Da zur Wallfahrt des Jahres 1075 der fatimidische Kalif al-Mustansir aus Ägypten eine noch größere Summe schickte, schaffte Abū Hāschim die Predigt für die Abbasiden wieder ab und ließ die Predigt erneut für die Fatimiden halten. Schon im nächsten Jahr wechselte er aber wieder auf die Seite der Abbasiden. Dieses Wechselspiel ging auch in den folgenden Jahren so weiter: 1078 ließ er für die Fatimiden beten, 1080 erneut für den abbasidischen Kalifen. Die Seldschuken, die dieses Wechselspiels überdrüssig waren, schickten 1092 türkische Truppen nach Mekka, die die Heilige Stadt plünderten und danach wieder abzogen. Abū Hāschim rächte sich, indem er zwei Jahre später Pilger, die unter Führung eines türkischen Emirs nach Mekka kamen, ausrauben ließ.

#### Die späteren Hāschimiden
Die Nachkommen Abū Hāschims herrschten bis zum Anfang des 13. Jahrhunderts über Mekka, lagen aber oft im Streit miteinander. Nachdem Saladin Ägypten erobert und den letzten fatimidischen Kalifen al-ʿĀdid beseitigt hatte, sandte er 1173 seinen Bruder Tūrānschāh in den Jemen, um dieses Gebiet unter aiyubidische Kontrolle zu bringen. Auf dem Weg dorthin machte Tūrānschāh in Mekka Halt und bestätigte dort den herrschenden Scherifen ʿĪsā ibn Fulaita in seinem Amt, womit er die aiyubidische Oberherrschaft über Mekka zum Ausdruck brachte.
Durch den Reisebericht des Ibn Dschubair, der 1183 und 1185 Mekka besuchte, ist belegt, dass die Scherifen zu dieser Zeit zaiditische Schiiten waren. Er führt aus, dass sie im Gebetsruf und bei der Iqāma die schiitische Formel Ḥaiya ʿalā ḫairi l-ʿamal („Auf zum besten Werk!“) einfügten und an den Freitagen nicht mit den anderen am Gebet teilnahmen. Ibn Dschubair berichtet außerdem, dass die Scherifen bei den Pilgern Zollgebühren erhoben. Er selbst wurde in Dschidda festgehalten, weil er die Zollgebühr nicht bezahlen konnte.

### Das Haus Qatāda zwischen den islamischen Großmächten (1201–1517)

#### Der Aufstieg des Hauses Qatāda

Stammtafel von Qatāda und seinen Nachkommen

Anfang des 13. Jahrhunderts erlangte mit Qatāda ibn Idrīs der Abkömmling einer anderen Scherifen-Familie die Herrschaft über Mekka. Die besondere historische Bedeutung Qatādas liegt darin, dass er der Vorfahre aller späteren Scherifen von Mekka ist. Qatāda stammte aus Yanbuʿ und war ein Nachkomme von ʿAbdallāh ibn Muhammad, einem Großenkel des ersten mekkanischen Scherifen Dschaʿfar ibn Muhammad. Er brachte zunächst die südlich von seiner Heimatstadt gelegenen Landstriche in seinen Besitz und eroberte zwischen 1201 und 1203 Mekka. Wenig später unterwarf er auch Ta'if, und in Yanbuʿ ließ er eine Festung errichten. Insgesamt konnte er seine Herrschaft auf das Gebiet zwischen Medina und dem Jemen ausdehnen. Die politischen Alltagsgeschäfte überließ Qatāda einem Wesir. Gegenüber den islamischen Mächten des Nordens, den Aiyubiden und Abbasiden, verfolgte Qatāda eine Politik der Splendid isolation. Seinen Verwandten soll er in seinem Testament die Empfehlung gegeben haben, sich nicht auf allzu enge Beziehungen mit fremden Mächten einzulassen, weil Gott sie und ihr Land durch dessen Unzugänglichkeit geschützt habe. Allein zu den Zaiditen im Jemen hielt er engeren Kontakt. Dort unterstützte er die Bemühungen des Hasaniden al-Mansūr, ein neues zaiditisches Imamat zu begründen.

#### Politisches Lavieren zwischen Rasuliden, Mamluken und Ilchanen
Nach Qatādas Ermordung (1220) konnte der jemenitische Aiyubide al-Masʿūd Mekka unter seine Kontrolle bringen. Er verdrängte 1222 die Scherifen von der Macht und setzte seinen eigenen General ʿAlī ibn Rasūl als Statthalter ein. Nach al-Masʿūds Tod 1228 ging die Oberhoheit über Mekka auf seinen Vater al-Kāmil über, der seinen General Tughtikin als Statthalter einsetzte. Als sich aber 1232 die Rasuliden im Jemen unabhängig machten, knüpften diese wieder mit den Söhnen Qatādas an und schickten einen von ihnen mit einem Heer nach Mekka. Dieser Rādschih ibn Qatāda herrschte bis 1241 über Mekka. Erst unter Abū Numaiy I Muhammad ibn Abī Saʿd ʿAlī und Idrīs ibn Qatāda, die 1254 ohne fremde Hilfe an die Macht kamen, konnten die Scherifen wieder größere Unabhängigkeit gegenüber den islamischen Großmächten erlangen. Abū Numaiy war so mächtig, dass er 1256 von den Pilger-Karawanen Tribut erheben konnte. Für jedes Kamel in der jemenitischen Karawane waren 30 Dirham zu entrichten, für jedes Kamel in der ägyptischen Karawane 50 Dirham. Allerdings unterstellten sich die beiden scherifischen Emire 1268 der Oberherrschaft des mamlukischen Sultans az-Zāhir Baibars, der sie dafür mit dem Versprechen jährlicher Subsidienzahlungen belohnte.

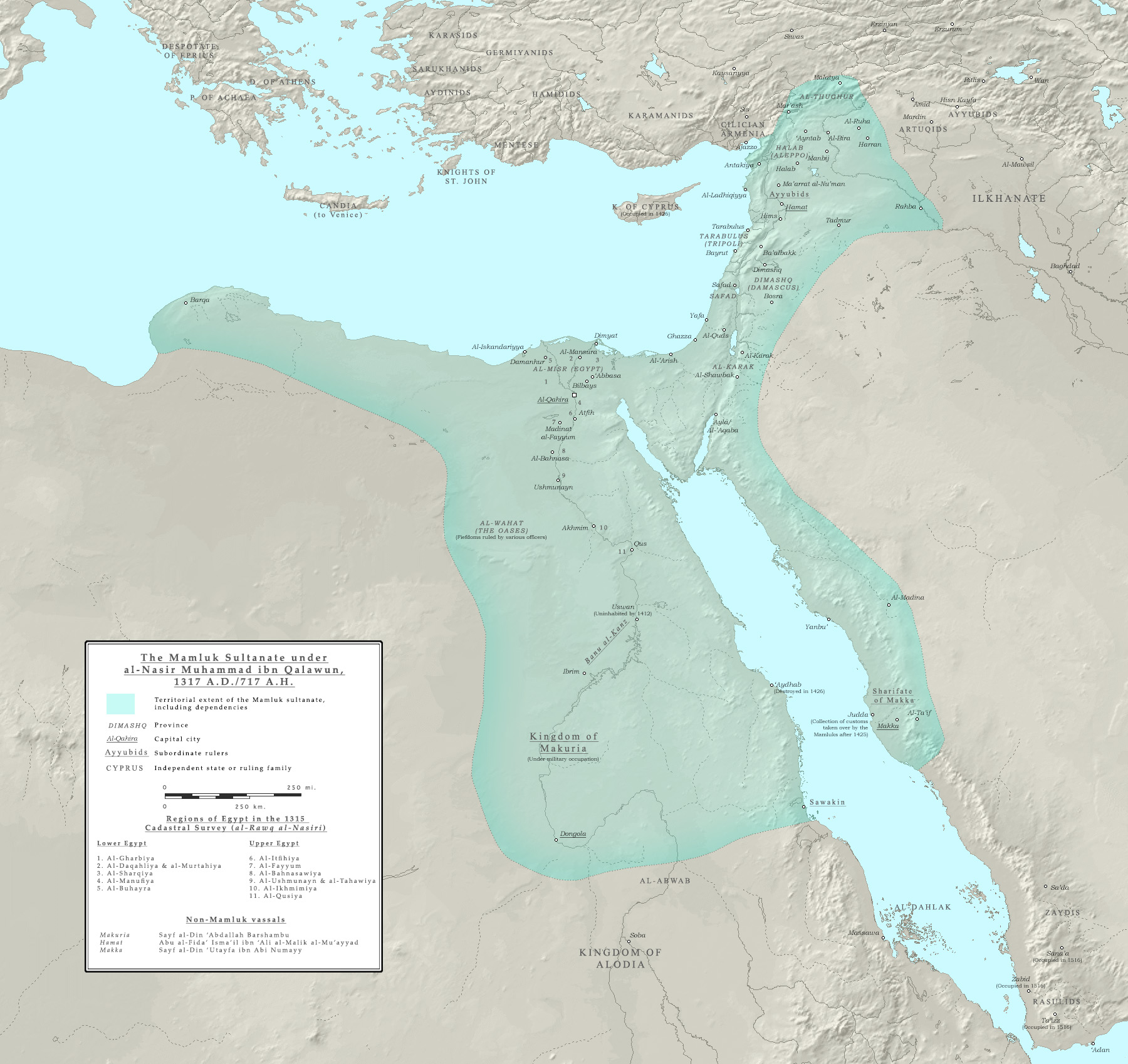
Die politische Landkarte des Vorderen Orients im Jahre 1317, als ein Scherif in Mekka regierte, der die Oberherrschaft der ägyptischen Mamluken anerkannte.

Nach dem Tod von Abū Numaiy im Jahre 1301 versuchten die ägyptischen Mamluken, die Scherifen vollständig ihrer Oberherrschaft zu unterstellen, was ihnen aber nicht gelang, weil viele Scherifen stärker mit den anderen islamischen Großmächten sympathisierten. Der Scherif Humaida ibn Abī Numaiy zum Beispiel, der im Frühjahr 1314 die Macht in Mekka ergriff, ließ die Chutba für den Rasuliden al-Mu'aiyad Dāwūd ibn Yūsuf (reg. 1296–1322) sprechen. Und als 1349 die drei Brüder Thaqaba, Sanad und Mughāmis, die Söhne des Scherifen Rumaitha ibn Abī Numaiy, von der Macht ausgeschlossen und aus Mekka vertrieben wurden, verbündeten sie sich mit dem Rasuliden-Herrscher Mudschāhid (reg. 1322–1363). Mit ihm hielten sie Anfang 1351 in Mekka Einzug.
Einige Scherifen arbeiteten auch mit den Ilchan-Herrschern zusammen. Der Scherif Humaida floh 1316 an den Hof von Öldscheitü, der ihn mit einer gut ausgestatteten mongolischen Armee nach Mekka sandte, um den Hedschas unter ilchanidische Kontrolle zu bringen. Das Unternehmen scheiterte jedoch aufgrund des vorzeitigen Tods von Öldscheitü. Als Humaida im Mai 1318 kurzzeitig die Herrschaft in Mekka wiedererlangte, unterstellte er sich der Oberherrschaft des Ilchan-Herrschers Abū Saʿīd (reg. 1316–1335). So wurde 1330 Ahmad, der Sohn des Scherifen Rumaitha, von Abū Saʿīd zum Herrscher der schiitischen Stadt Hilla im Irak ernannt. Gestützt auf die arabischen Stämme der Umgebung, konnte er auch Kufa unter seine Kontrolle bringen, bis er 1342 von dem Dschalairiden Hasan Bozorg ermordet wurde.
Aus zeitgenössischen Quellen geht hervor, dass die Scherifen eine Armee von schwarzen Militärsklaven (ʿabīd) unterhielten, die von einem Kommandanten (qāʿid) angeführt wurde Zeitweise konnten die Scherifen ihr Herrschaftsgebiet auch über den Hedschas hinaus ausdehnen. So befand sich um die Mitte des 14. Jahrhunderts auch Sawakin an der afrikanischen Küste des Roten Meers zeitweise unter ihrer Herrschaft.
Das Verhältnis der Scherifen zu den ägyptischen Mamluken blieb dagegen angespannt. Als 1330 der Führer der ägyptischen Pilgerkarawane bei Kämpfen mit den Militärsklaven der Scherifen zu Tode kam, verkündete der mamlukische Sultan An-Nāsir Muhammad ibn Qalāwūn, dass er einen seiner Emire nach Mekka schicken wolle, um die Scherifen und ihre Sklaven aus Mekka zu vertreiben. Sein Ober-Qādī al-Qazwīnī, der ihn an die Pflicht zur Ehrung des Harams erinnerte, hielt ihn jedoch davon ab. Als im Jahre 1360 die Soldaten einer in Mekka stationierten türkisch-ägyptischen Garnison von den Scherifen vertrieben und auf dem Sklavenmarkt von Yanbuʿ verkauft wurden, gab Sultan an-Nāsir al-Hasan den Befehl, alle Scherifen auszurotten. Doch kam auch dieser Befehl nicht zur Ausführung, weil an-Nāsir al-Hasan schon wenige Tage später von seinen Soldaten abgesetzt und durch al-Mansur Muhammad II. ersetzt wurde.

#### Festigung der ägyptischen Oberherrschaft
Unter ʿAdschlān ibn Rumaitha, der von 1361 bis 1375 die Alleinherrschaft über Mekka innehatte, verbesserte sich die Beziehung der Scherifen zu den ägyptischen Mamluken. Der Mamluken-Sultan al-Kāmil Schaʿbān verkündete im Januar 1365 in einem Dekret die Abschaffung der Einfuhrzölle, die die herrschenden Scherifen bisher auf Nahrungsmittel und Vieh erhoben hatten, und setzte als Kompensation dem Emir von Mekka ein jährliches Gehalt von 160.000 Dirham aus. Allein die Händler aus dem Irak und dem Jemen sollten von dieser Vergünstigung ausgenommen sein. Der Text des Dekrets wurde auf drei Säulen der Heiligen Moschee inschriftlich festgehalten.
Während der Herrschaft von ʿAdschlāns Sohn al-Hasan, der im August 1395 von az-Zāhir Barqūq in Kairo zum Emir von Mekka ernannt wurde, festigte sich die Beziehung mit den ägyptischen Mamluken zunächst weiter. Der Scherif nutzte das Prestige der mamlukischen Rückendeckung, um lokale Gegner, die seine Herrschaft bedrohten, zurückzudrängen. Al-Malik an-Nāsir Faradsch ernannte al-Hasan im August 1408 zum Vize-Sultan (nāʾib as-salṭana) für die gesamten Gebiete des Hedschas und erkannte seine beiden Söhne Barakāt und Ahmad offiziell als Mitregenten an. Die mamlukische Oberherrschaft über den Hedschas zeigte sich dagegen in der Regel nur „saisonal“ während des Haddsch und der ʿUmra, wenn ägyptische Truppen mit den Pilgerkarawanen in die Region kamen. In der übrigen Zeit hatte der Scherif freie Hand. Al-Hasan war auch sehr erfolgreich darin, aus dem Transithandel auf dem Roten Meer Kapital zu schlagen. Als er allerdings 1410 begann, Waren von Händlern in Dschidda zu konfiszieren, geriet er sowohl mit den Mamluken als auch mit den Rasuliden in Konflikt. Sie begannen seinen Verwandten Rumaitha ibn Muhammad zu unterstützen, der Hasan die Macht im Hedschas streitig machte. Im Mai 1415 setzte Sultan al-Mu'aiyad Schaich al-Hasan und seine beiden Söhne ab und ernannte Rumaitha zum neuen Emir von Mekka. Da al-Hasan seine Position jedoch nicht kampflos räumte, dauerte es bis zur nächsten Pilgersaison im Februar 1416, bis Rumaitha in Mekka Einzug halten konnte. Al-Hasan startete daraufhin eine Initiative, um die mamlukische Unterstützung wiederzugewinnen. Im November 1416 wurde er erneut in sein Amt eingesetzt, mit der Auflage, jährlich 30.000 Mithqāl an den mamlukischen Sultan abzuführen. Im März 1417 eroberte er mit eigenen Truppen Mekka zurück. Aufgrund seiner großen finanziellen Ressourcen konnte al-Hasan während seiner Herrschaft eine Madrasa, ein Krankenhaus (bimāristān) und einen Ribāt in Mekka stiften.
Während der Herrschaft von Hasans Sohn Barakāt I. (1426–1455) wurde in Mekka eine ständige Besatzung von 50 türkischen Reitern stationiert, die von einem Emir befehligt wurden. Außerdem wurden neue finanzielle Regelungen getroffen. So wurde festgelegt, dass der herrschende Scherif jeweils ein Viertel des Wertes von auf dem Roten Meer untergegangenen Schiffen, ein Viertel aller Geschenke, die von außerhalb an die „Bewohner Mekkas“ gesandt wurden, und ein Zehntel aller importierten Waren erhalten sollte, eingeschlossen die Ladung von indischen Schiffen, die in Dschidda landeten. Außerdem erhielt er das Vermögen von Ausländern, die in Mekka ohne Erben starben. Auch die von den Beduinen eingesammelte Zakāt ging an den Scherifen. Die Hälfte des auf diese Weise erzielten Einkommens musste er an andere führende Mitglieder der scherifischen Familien verteilen. Der Lebensstil des herrschenden Scherifen war relativ einfach. Ein großer Turban war das einzige, was ihn von anderen Bewohnern Mekkas unterschied. Sein breitärmeliges und brokatbesetztes Ehrengewand trug er nur bei zeremonialen Anlässen. Trotz seiner Position als Herrscher ließ sich der Scherif von seinen Leuten üblicherweise in einfacher und direkter Weise ansprechen, insbesondere wenn es sich um Beduinen handelte. Unter Barakāts Sohn Muhammad (reg. 1455–1497), dessen Regierungszeit größtenteils mit derjenigen von Sultan Qāytbāy zusammenfällt, erlebte Mekka eine Phase großer Prosperität.
Insgesamt konnten die Scherifen im 15. Jahrhundert ihr spirituelles Prestige in der islamischen Welt stark ausbauen. Ihre Position als die Herrscher von Mekka erhielt in dieser Zeit einen „fast sakrosankten“ Charakter. Lokale historiographische Texte berichten davon, dass die Scherifen im 15. und frühen 16. Jahrhundert eigene Dirham-Münzen prägten. Sie besaßen also eine gewisse monetäre Autonomie.

#### Übergang der Scherifen zum sunnitischen Islam
Mit der außenpolitischen Neuausrichtung ging auch eine konfessionelle Veränderung bei den Scherifen einher. Abū Numaiy I. und die meisten seiner direkten Nachkommen waren noch zaiditische Schiiten. Der Gebetsruf in der großen Moschee wurde dementsprechend zu seiner Zeit nach dem schiitischen Ritus durchgeführt, und die Zaiditen hatten in der Heiligen Moschee eine eigene Gebetsgruppe, die von einem zaiditischen Imam angeführt wurde. Schon Anfang des 14. Jahrhunderts forderten die mamlukischen Sultane die Scherifen dazu auf, den schiitischen Gebetsruf in Mekka zu unterdrücken und den zaiditischen Imam aus der Heiligen Moschee abzuziehen. Doch hielten die meisten Scherifen am zaiditisch-schiitischen Bekenntnis fest. Auch das Bündnis Humaidas mit dem Ilchan Öldscheitü hatte einen schiitischen Hintergrund. Öldscheitü war vorher zur Schia übergetreten, und nach erfolgreichem Abschluss von Humaidas Feldzug in den Hedschas im Jahre 1316 sollten die Gebeine der beiden den Schiiten verhassten Kalifen Abū Bakr und ʿUmar ibn al-Chattāb aus dem Grab Mohammeds in Medina entfernt werden.
Insbesondere Rumaitha ibn Abī Numaiy, der ab 1321 Mitregent war, zeigte Sympathien für die Zaidīya. Er ließ sogar das Gebet für Muhammad ibn al-Mutahhar (reg. 1301–1327), den zaiditischen Imam des Jemen, sprechen. Sein Bruder ʿUtaifa, der ab 1326 die Herrschaft allein ausübte, vertrieb den zaiditischen Imam gewaltsam aus der Heiligen Moschee, allerdings geschah dies nicht aus innerer Überzeugung, sondern nur in Erfüllung einer Verfügung des mamlukischen Sultans. Wie der mamlukische Autor Ibn Fadlallāh al-ʿUmarī (gest. 1348) berichtet, vertraute ihm der Sohn ʿUtaifas an, dass sich die Emire von Mekka allein gegenüber dem zaiditischen Imam von Sanaa zu Gehorsam verpflichtet fühlten und sich selbst als seine Stellvertreter betrachteten. Mit den Herrschern Ägyptens, so erklärte er, kooperierten sie nur deswegen, weil sie sich vor ihnen fürchteten und von ihnen die Belehnung erhielten; den rasulidischen Herrschern des Jemen schmeichelten sie, um von ihnen weiter Geschenke und Wohltätigkeiten zu erhalten.
In der zweiten Hälfte des 14. Jahrhunderts kündigte sich der Übergang der mekkanischen Scherifen zum sunnitischen Islam an. Von ʿAdschlān ibn Rumaitha, der von 1346 bis 1361 mit Unterbrechungen und dann bis 1375 ununterbrochen die Herrschaft in Mekka innehatte, berichtet Ibn Taghribirdi: „Im Gegensatz zu seinen Vorvätern und Verwandten liebte er die Sunniten und unterstützte sie gegen die Schiiten. Man hat auch gesagt, dass er dem schafiitischen Madhhab folgte.“ ʿAdschlān war auch der erste Scherif, der in Mekka eine Madrasa stiftete. Auch sein Sohn al-Hasan, der abgesehen von zwei kurzen Unterbrechungen von 1396 bis 1426 in Mekka herrschte, war fest der sunnitischen Tradition verbunden. Wie sein Vater stiftete er in Mekka eine Madrasa. Schams ad-Dīn as-Sachāwī (gest. 1497) berichtet, dass er bei einer Anzahl von ägyptischen und syrischen Gelehrten Hadith studierte und von ihnen dafür eine Idschāza erhielt. Auch alle folgenden scherifischen Herrscher des 15. Jahrhunderts erhielten eine Ausbildung im sunnitischen Hadith.
Auch wenn sich die späteren Scherifen offiziell zur schafiitischen Lehrrichtung bekannten, der auch die meisten Mekkaner angehörten, wurden sie den Ruf, heimlich zaiditischen Lehren zu folgen, lange nicht los. Noch im frühen 19. Jahrhundert, als Jean Louis Burckhardt Mekka besuchte, erzählte man ihm, dass die in Mekka lebenden Scherifen rechtswissenschaftliche Diskussionen, bei denen zaiditische Lehren missbilligt wurden, mieden und die Scherifen außerhalb der Stadt ihre Zugehörigkeit zu den Zaiditen auch offen zugaben.

### Unter Osmanischer Oberherrschaft (1517–1798)

#### Beziehung zur osmanischen Staatsgewalt

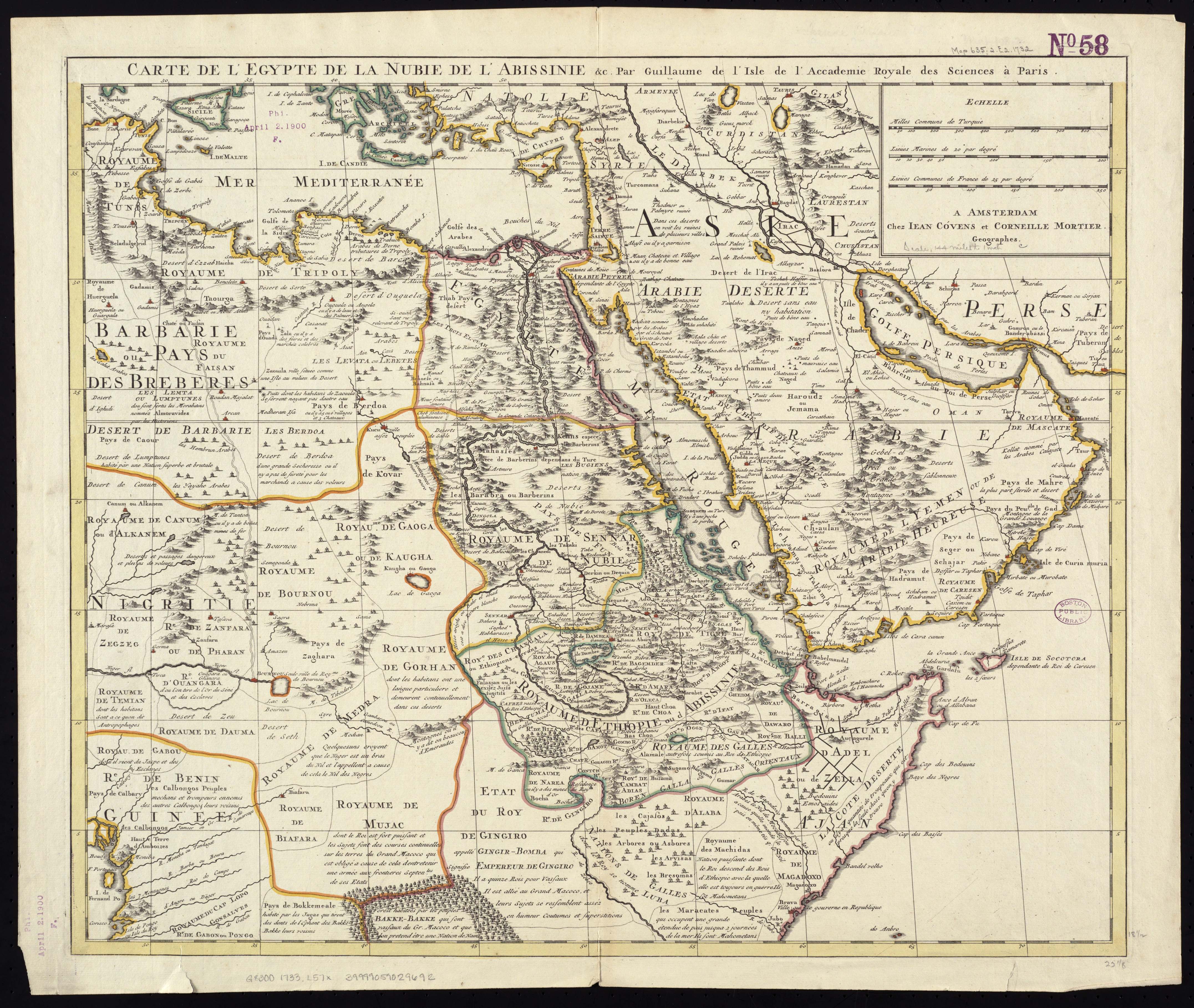
Französische Karte von Guillaume de l’Isle (1733), auf der mit Etat du Cherif de la Mecque das Herrschaftsgebiet des Scherifen von Mekka angegeben ist.

Nachdem die Osmanen 1517 Kairo erobert hatten, schickte der Scherif Barakāt (reg. 1497–1525) seinen noch sehr jungen Sohn Abū Numaiy II nach Ägypten, der Sultan Selim I. im Namen seines Vaters die Unterwerfung anbot. Der Sultan akzeptierte diese Lösung, und die Scherifen wurden weiterhin als abhängige Fürsten anerkannt. Das Territorium der Scherifen wurde nicht als Vilâyet vollständig in den Osmanischen Staat integriert, sondern blieb „ein Staat im Staate“. Wenn ein Scherif verstarb, dann setzte die Pforte üblicherweise denjenigen als Nachfolger ein, den die Bewohner Mekkas wünschten. Die Investitur erfolgte durch Übersendung eines Ehrengewands und einer Ernennungsurkunde (Emāret Berātı). In der Ernennungsurkunde für den Scherifen Hasan ibn Abī Numaiy von 1566 wird diesem die Befehlsgewalt über Mekka, Dschidda, Medina, Yanbuʿ, Chaibar, Haly und alle Gebiete des Hedschas übertragen, „von Chaibar bis Haly und dem Nadschd“. Allerdings installierten die Osmanen in der zweiten Hälfte des 16. Jahrhunderts in Dschidda einen eigenen Gouverneur, mit dem sich der Scherif die Herrschaft dort teilen musste.
Ansonsten genossen die Scherifen auf ihrem Territorium weitgehende Autonomie. In einem Einsetzungsschreiben des Sultans für den Scherifen Abū Tālib ibn al-Hasan aus dem Jahre 1601 wird mitgeteilt, dass diesem die „Herrschaftsgewalt über jene Stätten“ (imārat tilka l-maʿāhid) verliehen wird, „einschließlich aller Truppen, hoch und niedrig, sowie der Beamten und Würdenträger, Bezirke und Ränge.“ Am Ende des Schreibens heißt es: „Wir haben ihn eingesetzt, damit er dort unsere eigene Stelle einnimmt, und ihm die Macht zur Aufhebung und Schließung von Verträgen sowie das sultanische Abzeichen verliehen.“ In Mekka selbst war der osmanische Staat außerhalb der Wallfahrtssaison nur mit einem Qādī und einer kleinen Einheit von ägyptischen Soldaten präsent. Allerdings nahm der Scherif häufig auch richterliche Funktionen wahr, so dass das Amt des Qādīs üblicherweise auf „gewinnlose Muße“ beschränkt war. Einige Aufgaben, die die Heiligen Stätten in Mekka betrafen, hatte der Scherif indessen mit dem osmanischen Gouverneur in Dschidda gemeinsam wahrzunehmen, denn dieser war als Verwalter (mutawallī) für die gesamten frommen Stiftungen zur Unterhaltung der Heiligen Stätten zuständig, was in seinem Titel „Scheich des Haram“ (šaiḫ al-ḥaram) zum Ausdruck kam. Zur Zeit der Wallfahrt war der Gouverneur von Dschidda auch regelmäßig in Mekka anwesend.
Auch in der osmanischen Zeit konnten die Scherifen auf eine relativ große Streitmacht von verbündeten Beduinen zurückgreifen. Im Jahre 1585 umfasste diese 20.000–30.000 Mann. Mit diesen Kämpfern unternahmen sie im 16. und 17. Jahrhundert mehrfach Vorstöße in den Nadschd und zu den Oasen des zentralarabischen Raums, um auch das Innere der Arabischen Halbinsel kontrollieren zu können. Nach Auffassung der osmanischen Zentralgewalt sollten die Scherifen mit ihren Kämpfern vor allem Angriffe der Beduinen auf die Pilgerkarawane verhindern. Allerdings stützten sich die Scherifen auf ihre Kämpfer manchmal auch, wenn sie mit den osmanischen Karawanenkommandanten in Konflikt gerieten.

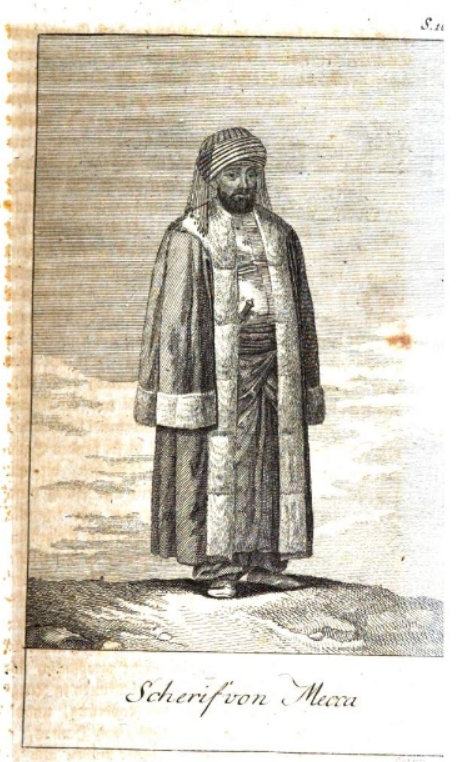
Der Scherif von Mekka mit Troddeln am Turban, Kupferstich in Ignatius Mouradgea d’Ohssons Allgemeine Schilderung des Othomanischen Reichs (1793)

Nach dem offiziellen Protokoll, das von Ignatius Mouradgea d’Ohsson beschrieben wird, hatte der Scherif die Pilgerkarawane bei der Ankunft an der Spitze seiner Beduinenarmee in Empfang zu nehmen. Während die Pilger in Mekka, ʿArafāt und Minā die Wallfahrtsriten vollzogen, sollten seine Truppen, die mit Gewehren, Pistolen, Lanzen und Wurfspießen bewaffnet waren, einen Sicherheitskordon bilden, der die Pilger vor äußeren Gefahren schützte. Außerdem sollten diese Truppen auch als eine innere Polizei fungieren und die Ordnung unter den Pilgern aufrechterhalten. Bei jedem Haddsch wurde die Einsetzungszeremonie mit Übergabe des Ehrengewands und Überreichung eines Bestallungsschreibens an den Scherifen wiederholt. Derjenige, der das Ehrengewand überbrachte, wurde Kaftan Ağası („Kaftan-Agha“) genannt. Umgekehrt sandte der Scherif jährlich mit dem Müjdeci Başı („Freudenboten“) ein Antwortschreiben an den Sultan, das diesem regelmäßig am Prophetengeburtstag in der Sultan-Ahmed-Moschee überreicht wurde. Sein Ehrengewand trug der Scherif hauptsächlich bei offiziellen Anlässen. Von den anderen Scherifen unterschied er sich außerdem durch die Form seines Turbans. Er war mit Troddeln besetzt, deren Goldfäden auf seine Schultern herabfielen.
Als Finanzgrundlage standen den Scherifen in der osmanischen Zeit weiter die Zolleinnahmen des Hafens von Dschidda zur Verfügung, die sie allerdings mit dem osmanischen Gouverneur teilen mussten. Ein britischer Bericht aus dem Jahre 1787 über den Handel im Roten Meer besagt, dass der Scherif von Dschidda und der Scherif von Mekka beide hohe Steuern auf die Waren erhoben, die von Händlern und Pilgern aus Indien eingeführt wurden. Außerdem leistete der Sultan hohe Rentenzahlungen an alle Scherifen.

#### Austausch von Gesandtschaften mit den Herrschern Mogulindiens
Von der Mitte des 16. Jahrhunderts bis zur Mitte des 18. Jahrhunderts unterhielten die Scherifen auch engere Beziehungen zu den Herrschern Mogulindiens. So übersandte zum Beispiel der Mogulherrscher Akbar I. (reg. 1565–1605) im Jahre 1577 mit der Pilgerkarawane 100.000 Rupien und weitere reichliche Geschenke an den Scherifen von Mekka als Ausgleich dafür, dass dieser einen Fußabdruck des Propheten Mohammed nach Indien übersandt hatte. 1580 übersandte Akbar erneut auserlesene Stoffe für den Scherifen und andere mekkanische Würdenträger, und 1582 beauftragte er sie mit der Verteilung von Geldern für die bedürftigen Bewohner von Mekka und Medina. In den folgenden Jahren verschlechterten sich allerdings die scherifisch-mogulischen Beziehungen, weil der osmanische Sultan Murad III. den Scherifen anwies, indische Pilger von einem längeren Aufenthalt in Mekka abzuhalten und die Verteilung von Almosen aus Indien in Mekka zu verbieten. Dies brachte Akbar dazu, die Beziehungen zu den Scherifen abzubrechen. 1607 sandte der Scherif Idrīs ibn al-Hasan eine Gesandtschaft nach Indien, um nach dem Herrschaftsantritt von Dschahangir die freundschaftlichen Beziehungen zum Mogulreich wiederzubeleben. Der scherifische Gesandte, der einen Vorhang der Kaaba-Tür als Geschenk mitbrachte, erhielt zwar eine Audienz bei Dschahangir und konnte mit Geschenken im Wert von 100.000 Rupien für den Scherifen nach Mekka zurückkehren, doch zeigte der neue Mogulherrscher keinerlei Interesse an einer Pflege der Beziehungen mit den Herrschern des Hedschas.

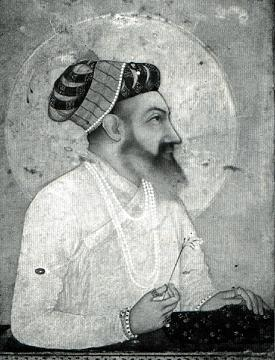
Der Mogulherrscher Shah Jahan (reg. 1627–1658), der die Scherifen großzügig unterstützte.

Zu einer echten Intensivierung der mogulisch-scherifischen Beziehungen kam es jedoch während der Herrschaft von Shah Jahan (reg. 1627–1658). Der Mogulherrscher nahm nicht nur die Tradition der jährlichen Haddsch-Karawane wieder auf, sondern schickte auch mehrfach Gesandtschaften mit Geschenken und Zuwendungen für den Scherifen Zaid ibn Muhsin (reg. 1631–1667) nach Mekka, so 1637, 1645, 1650 und 1653. Der Scherif sandte umgekehrt 1643 einen Gesandten nach Indien, der Shah Jahan als Geschenk einen Schlüssel der Kaaba überbrachte und dafür Geschenke von Shah Jahan erhielt. Insgesamt leistete Shah Jahan an den Scherifen im Laufe seiner Herrschaft Geldzahlungen in Höhe von mehr als 300.000 Rupien. Aurangzeb, der 1658 seinen Vater Shah Jahan entthronte und die Macht im Mogulreich ergriff, sandte ein Jahr später eine Gesandtschaft mit einer Zuwendung von über 600.000 Rupien für die scherifischen Familien von Mekka in den Hedschas. Der Scherif Zaid soll jedoch die Annahme des Geldes verweigert haben, weil er die Herrschaft Aurangzebs als illegitim betrachtete. Erst 1662, als eine neue mogulische Delegation bei ihm eintraf, akzeptierte er das Geschenk. Um sich zu bedanken, sandte er selbst eine Delegation zu Aurangzeb, die ihm als Geschenk drei arabische Pferde und einen Besen aus dem Prophetengrab in Medina überbrachte.
Die Nachfolger des Scherifen Zaid sandten in den folgenden Jahrzehnten noch mehrere andere Delegationen zu Aurangzeb, doch zeigte sich der Mogulherrscher bei diesen Gelegenheiten nicht mehr ganz so großzügig; später äußerte er sogar offen seine Entrüstung über die Gier der Scherifen. Eine Gesandtschaft, die der Scherif Barakāt ibn Muhammad (reg. 1672–1682) Anfang der 1680er Jahre zu Aurangzeb aussandte, reiste nach langem vergeblichen Warten auf eine Audienz bei dem Herrscher nach Banda Aceh weiter, wo sie von der Sultanin von Aceh empfangen wurde. Diese fühlte sich durch den Besuch aus Mekka sehr geehrt und beschenkte die Abgesandten großzügig. 1683 kehrte die Delegation beladen mit 3 Qintār Gold, drei Ratl Campher, Aloeholz und fünf goldenen Lampen für die Kaaba nach Mekka zurück.
Die Beziehungen zu den Mogulherrschern verbesserten sich nach Aurangzebs Tod wieder. Die Mogulherrscher Bahadur Shah I. (reg. 1707–1712) und Farrukh Siyar (reg. 1713–1719) ließen den Scherifen jährliche Subsidien in Höhe von 100.000 Rupien zukommen. Danach konnten die Mogulherrscher ihre finanzielle Unterstützung der Scherifen aus ökonomischen Gründen nicht mehr in dieser Höhe aufrechterhalten, doch blieben die mogulisch-scherifischen Beziehungen bis zur Mitte des 18. Jahrhunderts freundschaftlich.

#### Verhältnis zum mekkanischen Patriziat und zu den Beduinen
Im 16. und 17. Jahrhundert lebte in Mekka eine Anzahl alteingesessener Familien, deren Angehörigen traditionell viele der liturgischen und juristischen Ämter in Mekka vorbehalten waren. Die wichtigsten dieser Familien, die Dhawū l-buyūtāt genannt wurden, waren die Banū Zahīra, die Tabarīyūn und die Zamzamīyūn. Sie bildeten in gewisser Weise eine Art städtisches Patriziat. Ihre Vorrangstellung in der Heiligen Stadt legitimierten diese Familien mit Anciennität und einer vornehmen Abstammung. ʿAlī at-Tabarī (gest. 1660), ein Angehöriger der Tabarīyūn, der ein eigenes Geschichtswerk über Mekka verfasste, behandelt darin in einem eigenen Kapitel die Regeln (qawāʿid), die die Scherifen gegenüber den Dhawū l-buyūtāt einzuhalten hatten. Dazu gehörten allerlei Ehrenbezeigungen wie zum Beispiel, dass der herrschende Scherif den Angehörigen dieser Familien bei Sitzungen bestimmte Plätze zu reservieren und bei Todesfällen ihrem Totengebet beizuwohnen hatte, aber auch die Verpflichtung, bestimmte administrative und protokollarische Ämter aus ihren Reihen zu besetzen. At-Tabarī erlegte dem Scherifen sogar die Pflicht auf, sich aus dem Kreis der Dhawū l-buyūtāt einen „Begleiter“ (muṣāḥib) auszuwählen. Dieser sollte sich ständig in seiner Nähe aufhalten und ihm aus wissenschaftlichen und literarischen Büchern vorlesen. Zur Begründung verwies er darauf, dass sein Vater ʿAbd al-Qādir at-Tabarī (gest. 1623) diese Funktion bei dem Scherifen Hasan ibn Abī Numaiy (reg. 1566–1601) wahrgenommen hatte.
Die Beziehung zu den Beduinen der Umgebung pflegten die Scherifen dadurch, dass sie alle Knaben, auch die Söhne des herrschenden Scherifen, kurze Zeit nach der Geburt ihrer Mutter entzogen und einem Beduinenstamm der Wüste anvertrauten, damit sie von diesem erzogen wurden. Die Kinder kamen erst mit zehn, zwölf Jahren oder noch später in ihre Familien zurück. Dieser Brauch, den man auf Mohammed selbst zurückführte, hatte den Vorteil, die Scherifen von Kind auf mit der Sprache und den Sitten der Beduinen vertraut zu machen und dauernde Verbindungen zu diesen Familien herzustellen. Während ihres ganzen Lebens bewiesen die scherifischen Zöglinge ihrer ehemaligen Pflegefamilie Ehrfurcht und Freundschaft und betrachteten sie als ihre Verwandten. Oft sogar zogen sie ihre Pflegeeltern ihren wirklichen Eltern, die sie zum Teil niemals gesehen hatten, vor. Die Söhne des herrschenden Scherifen wurden üblicherweise im Stamm der ʿUdwān erzogen; die anderen scherifischen Familien schickten ihre Kinder meist in die Lager der Hudhail, Thaqīf oder Banū Saʿd oder manchmal auch zu den Quraisch oder Harb. Viele Scherifen wurden zudem mit Mädchen aus den Beduinenstämmen der Umgebung verheiratet.

#### Rivalitäten zwischen verschiedenen scherifischen Clanen
| Dhawū Barakāt Dhawū Zaid Dhawū ʿAun |

Stammtafel der späteren scherifischen Herrscher:

Ab 1631 rivalisierten drei verschiedene Clane des Scherifenhauses, die Dhawū ʿAbdallāh, die Dhawū Barakāt und die Dhawū Zaid, um die Macht über die Stadt und ihr Hinterland. Von 1631 bis 1671 stellten die Dhawū Zaid die Emire von Mekka. 1672 brachte der maghrebinische Gelehrte Muhammad ibn Sulaimān als osmanischer Abgesandter die Dhawū Barakāt an die Macht. Ihnen wurde aber von Anfang an zur Auflage gemacht, dass sie drei Viertel ihrer Einnahmen an die anderen Scherifen-Familien abführen mussten. Als 1683 die von Barakāt ibn Muhammad ausgesandte Delegation mit vielen Geschenken beladen aus Aceh zurückkehrte, kam es über die Verteilung dieser Geschenke unter den Scherifen zu heftigen Auseinandersetzungen, da der Scherif Saʿīd ibn Barakāt nicht bereit war, drei Viertel davon an die anderen scherifischen Familien abzuführen.
Im Jahre 1684 kamen wieder Angehörige der Dhawū Zaid an die Macht, und mit Ausnahme nur weniger Zwischenzeiten, in denen erneut Angehörige der Dhawū Barakāt über Mekka herrschten, stellten sie fast alle weiteren herrschenden Scherifen von Mekka im 18. Jahrhundert. Allerdings hatten sich die Dhawū Zaid in dieser Zeit noch mit anderen scherifischen Familien auseinanderzusetzen. So erhoben Anfang der 1740er Jahre Scherifen aus der Nachkommenschaft von al-Hasan II. ibn ʿAdschlān (reg. 1394–1425), die fünf Tagesreisen südlich von Mekka siedelten, unerwarteterweise Anspruch auf die Herrschaft über die Heilige Stadt und bedrohten die Pilger aus dem Jemen. Zur Bekämpfung dieser Dhawū l-Hasan schickte 1742 der Scherif Masʿūd bin Saʿīd ein scherifisches Heer unter Führung seines Neffen in den Süden. Es belagerte die Festungen der Dhawū l-Hasan, die daraufhin in die Berge der Banū Sulaim flohen. Das scherifische Heer folgte ihnen und konnte schließlich den Führer der Dhawū l-Hasan, einen gewissen ʿAssāf, zusammen mit seinen engsten Anhängern ergreifen. Sie wurden in Ketten nach Mekka gebracht und dort ins Gefängnis geworfen. Dort starben sie später an den Pocken.
Im Jahre 1770 unternahmen die Dhawū Barakāt einen letzten Versuch, die Macht in Mekka wiederzuerlangen. Mit Unterstützung des ägyptischen Mamluken-Emirs Ali Bey al-Kabir, der seinen Mamluken Abū dh-Dhahab mit Truppen nach Mekka sandte, konnte der ihrer Familie zugehörige ʿAbdallāh ibn Husain im Juni 1770 die heilige Stadt in seine Gewalt bringen, doch wurde er schon vier Monate später, nachdem die ägyptischen Truppen wieder aus Mekka abgezogen waren, durch Ahmad ibn Saʿīd von den Dhawū Zaid verdrängt.
Nach dem Bericht von Jean Louis Burckhardt hatten die verschiedenen scherifischen Familien in Mekka bis zur Herrschaft von Surūr ibn Musāʿid (1773–1788) sehr viel Macht. Jeder Scherif hatte in seinem Haus 30 bis 40 bewaffnete Sklaven und darüber hinaus mächtige Freunde unter den Beduinen. Viele von ihnen hatten Sinekure-Ämter beim herrschenden Scherifen, ohne aber dessen Befehl zu respektieren. Einige betätigten sich darüber hinaus mit ihren Anhängern und Sklaven als Wegelagerer und raubten die Pilger auf den Zugangswegen nach Mekka aus. Erst Surūr, so berichtet Burckhardt, machte die Scherifen botmäßig und sorgte in Mekka für gerechte Verhältnisse. Er baute die Festung von Mekka aus, hielt sich ein großes Korps aus Sklaven und Beduinen, das er aus seinen Handelsaktivitäten im Jemen finanzierte, und zwang die mächtigsten scherifischen Familien zur Auswanderung. Die Dhawū Barakāt zogen sich nach ihrer Entmachtung in den Jemen, teils in verschiedene Täler des Hedschas zurück. Charles Didier verglich Surūr aufgrund seiner Stärkung der Zentralmacht des scherifischen Emirs mit Ludwig XI. und Richelieu.

#### Erste Auseinandersetzungen mit den Wahhabiten
Im Laufe des 18. Jahrhunderts machte sich immer stärker die rigoristische Reformbewegung der Wahhabiten in Mekka bemerkbar. Schon der Scherif Masʿūd ibn Saʿīd (reg. 1734–1759) war über diese Bewegung beunruhigt und sandte ein Schreiben an die Hohe Pforte, in dem er diese über das Auftreten des Häretikers Muhammad ibn ʿAbd al-Wahhāb in Innerarabien informierte. Aufgrund ihrer Lehre, die von den Scherifen und der Hohen Pforte als ketzerisch betrachtet wurde, waren die Wahhabiten grundsätzlich von der Teilnahme am Haddsch ausgeschlossen. Ab den 1760er Jahren schickten die Wahhabiten, die von dem saudischen Emir von Dirʿiyya im Nadschd unterstützt wurden, mehrere Delegationen zu den Scherifen, um – mit unterschiedlichem Erfolg – die Erlaubnis zur Teilnahme an der Pilgerfahrt zu erbitten.
Auch im Jahre 1790 entsandten die Wahhabiten wieder eine Delegation nach Mekka, die aber den Scherifen Ghālib, der seit 1788 herrschte, nicht von der Rechtgläubigkeit der wahhabitischen Lehre überzeugen konnte. Dadurch, dass sich in der zweiten Hälfte der 1780er Jahre zwei Beduinenstämme in der direkten Nachbarschaft zum Hedschas den Wahhabiten angeschlossen hatten, fühlte sich Ghālib durch sie zunehmend in seinem Machtbereich bedroht. Deshalb schickte er 1791 seinen Bruder ʿAbd al-ʿAzīz ibn Musāʿid mit Truppen in den Nadschd, die dort ein wahhabitisches Dorf belagerten. Diese Kämpfe bildeten den Auftakt zu einer größeren militärischen Konfrontation, denn die Wahhabiten beantworteten die Belagerung mit einem Aufruf zum Dschihad, dem viele ihrer Anhänger folgten.
Im Frühjahr 1793 sandte Ghālib eine Delegation nach Istanbul, um die Hohe Pforte über das Auftreten der Wahhabiten zu unterrichten, doch schenkte man dort der Angelegenheit keinerlei Beachtung. Zwar schlossen sich den scherifischen Truppen verschiedene Beduinenfraktionen an, die den Wahhabiten die Gefolgschaft aufgekündigt hatten, doch konnten die Wahhabiten 1796/97 Bīscha und Ranya, zwei strategisch bedeutsame Orte im östlichen Hedschas, die bis dahin zum Territorium des Scherifen gehört hatten, erobern. Im Frühjahr 1798 brachte Saud I. ibn Abd al-Aziz, der Sohn des Emirs von Dirʿiyya, Ghālib bei Churma eine schwere Niederlage bei. Der Scherif sah sich schließlich gezwungen, mit Abd al-Aziz I., dem Emir von Dirʿiyya, in Verhandlungen einzutreten. 1799 wurde ein Waffenstillstandsabkommen geschlossen, das die Machtsphären der beiden Seiten festlegte und den Wahhabiten Zugang zu den Städten Mekka und Medina gewährte.

### Der Scherif Ghālib zwischen Franzosen, Briten und Wahhabiten (1798–1813)

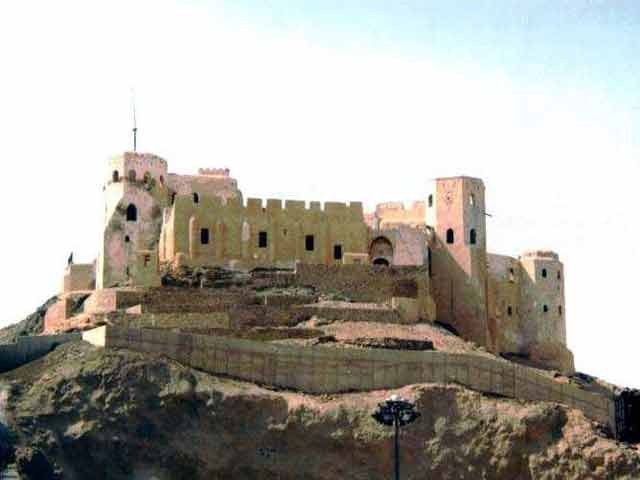
Die Festung al-Adschyād in Mekka, die von dem Scherifen Surūr ibn Musāʿid (1773–1788) ausgebaut und von Ghālib genutzt wurde.

Ghālib war ein besonders wohlhabender und ehrgeiziger scherifischer Herrscher. Er besaß ausgedehnte Ländereien in der Umgebung von Mekka und Ta'if und unterhielt eine kleine Handelsflotte, die im Kaffeehandel tätig war und auch indische Häfen anfuhr. In Dschidda besaß er mehrere Häuser und Karawansereien, die er an Ausländer vermietete. Außerdem konnte er die Zolleinkünfte des Hafens von Dschidda, die er eigentlich mit den Osmanen zu teilen hatte, ganz an sich ziehen. Andere Händler, die mit ihren Schiffen die Häfen von Dschidda oder Yanbuʿ anliefen, hatten eine erhöhte Zollgebühr an ihn zu entrichten. Auf dem Höhepunkt seiner Macht betrug sein Jahreseinkommen ungefähr 350.000 Pfund Sterling. Mit seinem Vermögen unterhielt Ghālib eine Armee, die aus 400 Jemeniten, 400 Yāfiʿ-Beduinen, 400 Hadramiten, 400 Maghrebinern und 400 Afghanen bestand.
Ghālib strebte auch nach größerer Unabhängigkeit gegenüber der Hohen Pforte. In den verschiedenen Orten des Hedschas setzte er eigene Statthalter ein, die den Titel eines Wesirs führten. Osmanische Paschas, die die Pilgerkarawane begleiteten, zwang er, sein Recht des Vorrangs bei allen Angelegenheiten anzuerkennen. Und er verbreitete im ganzen Hedschas, dass er im Rang höher als irgendein osmanischer Beamter sei und in Konstantinopel, nach strenger Etikette, selbst der Sultan vor ihm aufstehen und ihn grüßen müsse. Nachdem 1798 Napoleon Bonaparte Ägypten besetzt hatte, betrachtete dies Ghālib als eine willkommene Gelegenheit, um die osmanische Oberherrschaft abzuschütteln. Ali Bey, der Mekka Anfang des 19. Jahrhunderts besuchte, beobachtete, dass die Osmanen in Mekka „sich in nichts einmischen können, was die Verwaltung betrifft, die vollständig in den Händen des Scherifen liegt, der als ein unabhängiger Sultan herrscht.“ Umgekehrt entwickelte Ghālib ein freundschaftliches Verhältnis zu den Franzosen und empfing auch französische Abgesandte an seinem Hof. Die Franzosen sicherten ihm zu, die ägyptischen Subsidienzahlungen für Mekka aufrechtzuerhalten.
Da die britische Regierung in Indien fürchtete, dass Ghālib gemeinsame Sache mit den Franzosen machen könnte, schickte sie Anfang 1800 Admiral John Blankett nach Dschidda, um mit dem Scherifen Kontakt aufzunehmen. Ghālib begegnete ihm allerdings eher feindlich, weil er vermutete, dass sich die Briten für eine Wiederherstellung der osmanischen Oberherrschaft über Mekka einsetzen würden. Als sich Ende 1800 die Pläne für eine britische Besetzung Ägyptens konkretisierten, sandten die Briten eine Delegation unter Leitung von Home Riggs Popham nach Dschidda, um Verhandlungen über die Errichtung einer britisch-indischen Faktorei in Dschidda mit Ghālib zu führen. Die Verhandlungen erwiesen sich allerdings als sehr schwierig, da man in Mekka auf die Getreideversorgung aus Ägypten angewiesen war und der Scherif damit rechnete, dass die Franzosen die Herren Ägyptens bleiben würden. Da Ghālib auch im Frühjahr 1801 in den Verhandlungen unbeugsam blieb, machte der Nawab Mahdī ʿAlī, der auf britischer Seite an den Verhandlungen beteiligt war, den Vorschlag, Ghālib durch seinen Bruder, der im Jahre 1788 nur wenige Monate die Herrschaft innegehabt hatte, zu ersetzen, was von der britischen Regierung in Indien befürwortet wurde. Der Abzug der französischen Truppen aus Ägypten führte jedoch dazu, dass der Plan nicht mehr umgesetzt wurde.
Indessen sah sich Ghālib in seinem Herrschaftsbereich immer stärker mit Überfällen durch wahhabitische Freischärler konfrontiert. Um den Frieden von 1799 neu auszuhandeln, sandte er im Jahr 1801 seinen Wesir und Schwager ʿUthmān ibn ʿAbd al-Rahmān al-Mudāyifī nach Dirʿiyya. Allerdings stellte der sich dort in den Dienst des saudischen Emirs. Mit Unterstützung des wahhabitischen Emirs von Bīscha eroberte ʿUthmān im Februar 1803 die Stadt Ta'if und später Qunfudha. Derweil zog Saud, der im gleichen Jahr die Führung der Wahhabiten übernahm, mit einem Heer gegen Mekka. Vergeblich versuchte Ghālib, die Führer der Pilgerzüge zu einem Eingreifen gegen die Wahhabiten zu bewegen. Aufgrund der aussichtslosen Lage zog er sich im März 1803 in die stark befestigte Stadt Dschidda zurück. Saud nahm im April 1803 Mekka kampflos ein, setzte Ghālibs Bruder ʿAbd al-Muʿīn als Emir ein und stationierte eine kleine Garnison von Wahhabiten in Mekka. Danach zog er gegen Dschidda, konnte die Stadt aber nicht einnehmen und zog sich mit seinem Heer in sein Stammland zurück. Ghālib setzte den Widerstand gegen die Wahhabiten fort und konnte im Juli 1803 Mekka zurückerobern.
Bald änderten sich die Machtverhältnisse wieder zugunsten Sauds, der 1804 Medina erobern konnte. Nach monatelanger Belagerung Mekkas durch ʿUthmān gab sich Ghālib schließlich im Februar 1806 geschlagen. Auf Befehl Sauds mussten alle Soldaten des Scherifen Mekka verlassen, und seine Autorität wurde annulliert. Ghālib musste die Oberherrschaft des Emirs von Dirʿiyya akzeptieren und den Wahhabismus als einzig geltende islamische Lehre anerkennen. Nach verschiedenen europäischen Berichten trat er sogar selbst zum wahhabitischen Glauben über. Im Oktober 1806 konnte er aber nach Mekka zurückkehren, wo er auf dem Hindī-Berg eine neue Festung für sich errichten ließ. Ghālib blieb als Emir von Mekka weiter im Amt, betätigte sich im Seehandel und schickte Schiffe aus nach Mokka, Maskat und Surat in Indien. Außerdem konnte er seine Herrschaft auf Sawakin und Massaua an der afrikanischen Küste des Roten Meeres ausdehnen.

### Ägyptische Zwischenzeit (1813–1840)

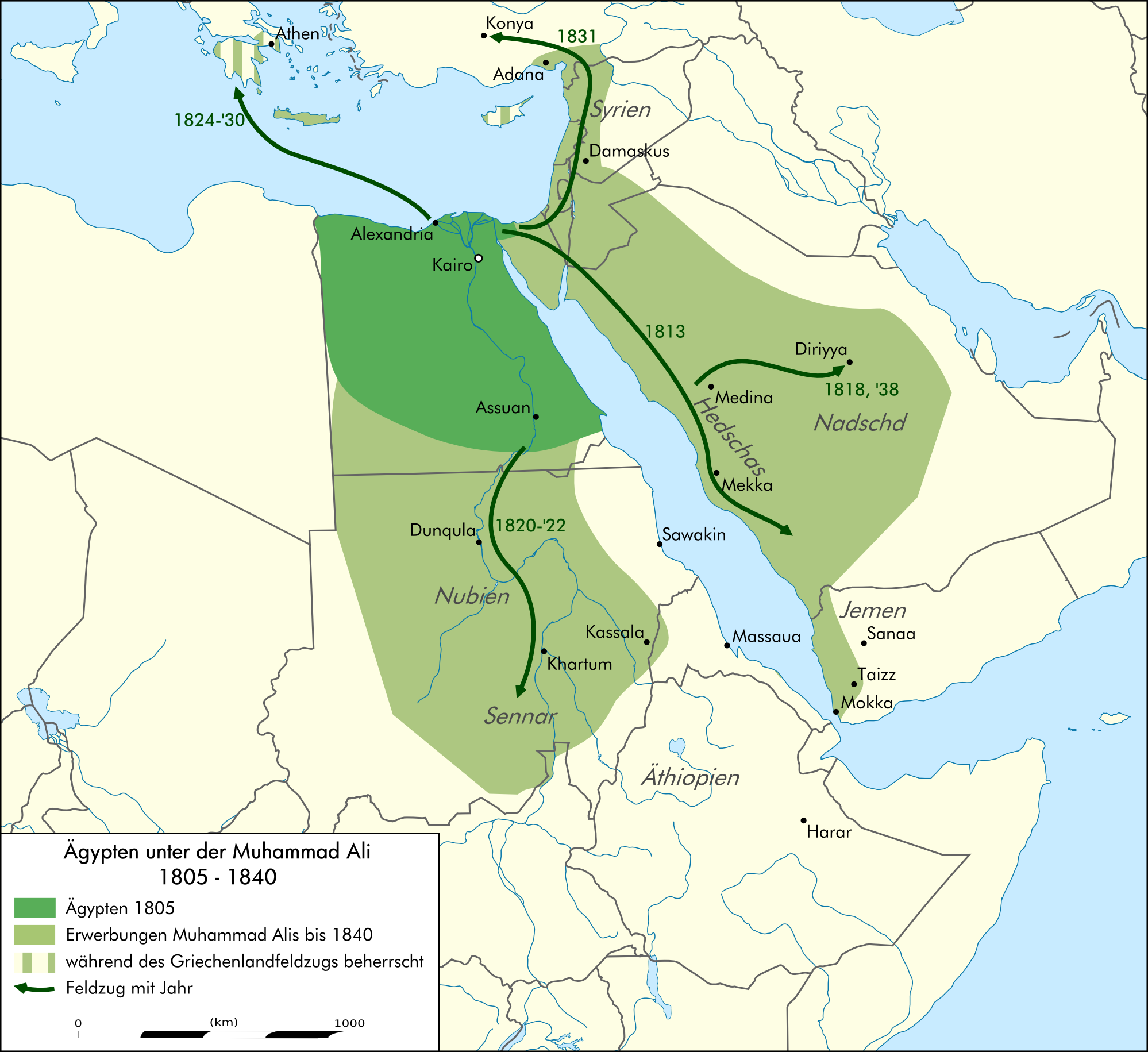
Nach der Eroberung des Hedschas durch Muhammad Ali Paschas Truppen waren die Scherifen von Mekka weitgehend entmachtet.

Im Jahre 1811 zog der ägyptische Vizekönig Muhammad Ali Pascha im Auftrag des osmanischen Sultans in den Krieg gegen die Wahhabiten. Er nahm 1813 Mekka ein, entmachtete Ghālib und verbannte ihn nach Ägypten und später nach Saloniki, wo er im Jahre 1816 an der Pest starb. Zum neuen Emir wurde noch 1813 Yahyā ibn Surūr, ein Neffe Ghālibs, ernannt. Der Pascha setzte ihm ein Gehalt von 800 Pfund aus, mit dem er seine Truppen und seinen Haushalt zu unterhalten hatte, und zog alle anderen Einnahmequellen des Emirats, darunter auch die Zolleinkünfte des Hafens von Dschidda, an sich. Der neue Emir bekam einen ägyptischen Pascha an die Seite gestellt und übte die Herrschaft nur noch nominal aus. Für die Verhandlung mit den Beduinen und Scherifen war nun Schanbar ibn Mubārak zuständig; er stammte aus der Scherifenfamilie der Manāʿima, die schon seit Jahrhunderten von der Regierung ausgeschlossen war. Auch auf der Ebene der Rechtsprechung verminderte sich der Einfluss des Scherifen. Alle Prozesse wurden jetzt an regulären Gerichten entschieden. Der von Muhammad Ali eingesetzte Qādī von Mekka besetzte auch die Gerichtsstellen von Dschidda und Ta'if.
Jean Louis Burckhardt, der 1814 Mekka besuchte, gibt in seinem Reisebericht eine Beschreibung von der Kleidung, die der herrschende Scherif und die anderen mekkanischen Scherifen zu seiner Zeit trugen: „Der Scherif kleidet sich auf die gleiche Weise, wie all die Häupter der Scherifenfamilien in Mekka; er trägt gewöhnlich einen indischen seidenen Rock, über diesen einen weißen Abba, von der schönsten Manufactur von al-Ahsa am Persischen Golf, einen Kaschmir-Schal um den Kopf und an den Füßen gelbe Pantoffeln oder manchmal Sandalen.“ Burckhardt berichtet, dass die Scherifen Mekkas als Zeichen der Unterscheidung gegenüber Nicht-Scherifen keinen grünen Turban trugen, sondern eine hohe wollene Mütze von grüner Farbe, um welche sie den Kaschmir- oder einen weißen Musselin-Schal schlugen. Wenn der herrschende Scherif ausritt, begleitete ihn ein Reiter mit einem Sonnenschirm chinesischer Art mit seidenen Quasten, den er immer dann über ihn hielt, wenn die Sonne ihn belästigte. Dies war das einzige Hoheitszeichen, durch das sich der Scherif unterschied, wenn er öffentlich erschien. Allerdings waren zu der Zeit, als sich Burckhardt in Mekka aufhielt, nur noch wenige Scherifen dort zu sehen: 300 von ihnen waren zusammen mit Ghālib nach Ägypten verbannt worden, andere hatten sich zu den Wahhabiten oder in den Jemen abgesetzt. Die wenigen, die im Hedschas verblieben waren, waren als Führer in der Armee Muhammad Alis angestellt oder von ihm einem kleinen Beduinenkorps einverleibt worden, das von dem Scherifen Rādschih angeführt wurde.
Um die Macht der Dhawū Zaid zu brechen, förderte Muhammad Ali die Dhawū ʿAbdallāh und ernannte 1827 einen von ihnen, Muhammad ibn ʿAbd al-Muʿīn, zum neuen Emir von Mekka. Auch fast alle folgenden Scherifen von Mekka waren Nachkommen von Muhammad ibn ʿAbd al-Muʿīn. Nach dessen Großvater ʿAun ibn Muhsin werden die Angehörigen dieses Zweiges der Dhawū-ʿAbdallāh-Familie als Dhawū ʿAun bezeichnet. Nach einem Konflikt mit dem ägyptischen Statthalter Ahmad Pascha wurde Muhammad ibn ʿAbd al-Muʿīn aber 1836 nach Kairo beordert und dort interniert. In der Zeit bis 1840 stand der Hedschas unter ägyptischer Direktherrschaft.

### Zweite Osmanische Oberherrschaft (1840–1914)

#### Die veränderte Beziehung zur osmanischen Obrigkeit

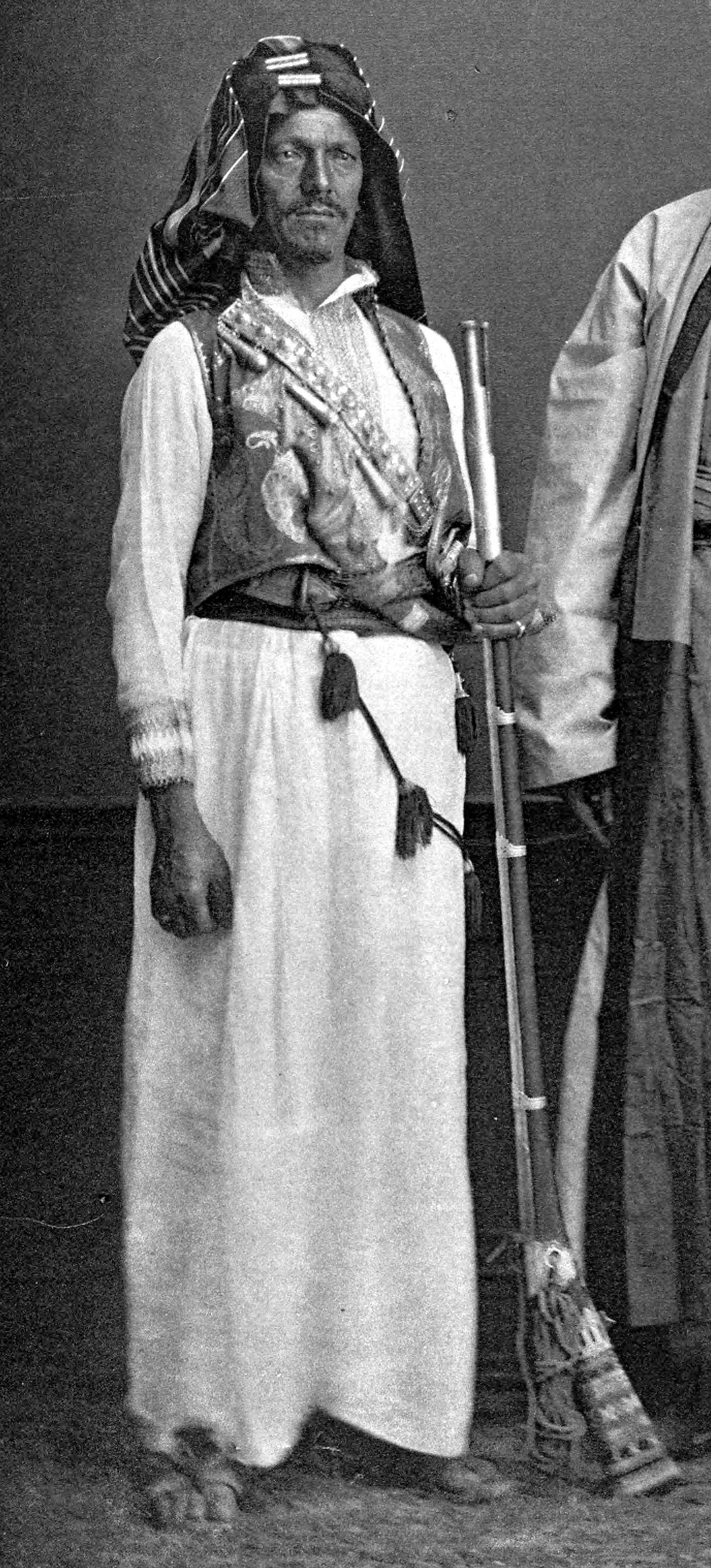
Beduine der scherifischen Garde, Foto von Pascal Sébah (1873)

Nachdem 1840 die Osmanen durch den Vertrag von London die Oberherrschaft über den Hedschas wiedererlangt hatten, setzten sie den Scherifen Muhammad ibn ʿAbd al-Muʿīn wieder in sein Amt ein. Außerdem sandten sie einen Kaymakam nach Dschidda, über dessen Einsetzung sie den Scherifen unterrichteten.
Um das Wohlverhalten des herrschenden Scherifen zu sichern, holten die osmanischen Behörden dessen Söhne als Geiseln nach Istanbul. Der Aufenthalt in der Hauptstadt diente auch dazu, die zukünftigen scherifischen Herrscher mit den osmanischen Bräuchen vertraut zu machen und in die innere und äußere Politik des Staates einzuweisen. Wie der tunesische Gelehrte Muhammad Bairam (1840–1889) berichtet, hatten die Scherifensöhne während ihres Aufenthaltes in Istanbul den Rang eines Wesirs inne und waren auch Mitglieder des staatlichen Schura-Rates. Die Söhne des Scherifen Muhammad ibn ʿAbd al-Muʿīn bekamen ab 1848 nacheinander auch den Rang eines Pascha verliehen.
Andere Mitglieder der scherifischen Familie wurden deshalb in Istanbul in Ehrenhaft gehalten, um dem herrschenden Scherifen unliebsame Rivalen vom Leibe zu halten oder auch um für den Fall, dass sich der Scherif als unzuverlässig erweisen sollte, schnell Ersatz bei der Hand zu haben. 1851 ersetzten die Osmanen zum Beispiel den Scherifen Muhammad ibn ʿAbd al-Muʿīn durch ʿAbd al-Muttalib ibn Ghālib aus der rivalisierenden Familie der Dhawū Zaid. Als es dann 1855 wegen des Verbots des Sklavenhandels in Mekka zu einem Aufstand kam und sich ʿAbd al-Muttalib an dessen Spitze stellte, installierten sie 1856 erneut Muhammad ibn ʿAbd al-Muʿīn von den Dhawū ʿAun, der die Zwischenzeit in Istanbul im Exil verbracht hatte.
Der Schweizer Schriftsteller Charles Didier, der 1854 den Scherifen ʿAbd al-Muttalib in Ta'if besuchte und darüber 1857 einen Bericht veröffentlichte, meinte, dass das wirkliche Scherifat schon mit Ghālib geendet habe, weil alle nachfolgenden von der Pforte ernannten Scherif-Emire nur noch Beamte der osmanischen Regierung seien und lediglich „einen Schatten von Macht“ behalten hätten. Neuere Untersuchungen haben indessen gezeigt, dass die Autonomie der Scherifen während der zweiten osmanischen Oberherrschaft großen Schwankungen unterworfen war. 1869 führten die Osmanen im Zuge der Tanzimat-Politik in Mekka und in den anderen Städten des Hedschas einen Gemeinderat (maǧlis idāra) und einen Rat zur Rechtspflege (maǧlis at-tamyīz) ein. Diese Gremien scheinen jedoch lediglich formal existiert zu haben.

#### Die Briten, die Dhawū ʿAun und die Vision eines scherifischen Kalifats

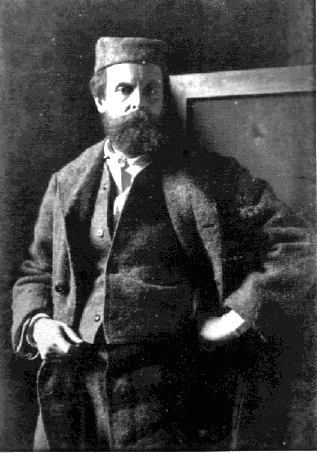
Wilfrid Scawen Blunt träumte 1881 von einem Kalifat der Scherifen

Anders als die Dhawū Zaid standen die Dhawū ʿAun, die seit 1856 in Mekka herrschten, in einem freundschaftlichen Verhältnis zu Briten und Europäern. Muhammad ibn ʿAbd al-Muʿīns Sohn ʿAbdallāh ibn Muhammad, der von 1858 bis 1877 herrschte, öffnete den Hedschas für den europäischen Handel. Eine besonders britenfreundliche Haltung zeigte der Scherif al-Husain ibn Muhammad (reg. 1877–1880). Als der afghanische Emir Schir Ali den Briten Probleme bereitete, weil er keine britische Vertretung in Kabul dulden wollte, konnte der britische Konsul in Dschidda James Zohrab eine Proklamation von al-Husain erwirken, in der dieser Schir Ali zu einer Zusammenarbeit mit den Briten aufforderte. Darüber hinaus setzte sich Husain für die Interessen von Muslimen aus Britisch-Indien ein, die zum Haddsch nach Mekka kamen. Da zur gleichen Zeit der osmanische Sultan wegen der Niederlage im Russisch-Osmanischen Krieg sehr geschwächt war, richteten sich große Hoffnungen auf al-Husain. Der britische Schriftsteller Wilfrid Scawen Blunt berichtet, dass die Araber zu dieser Zeit offen darüber sprachen, al-Husain anstelle des Sultans zum Kalifen zu machen.
Al-Husain wurde allerdings schon im März 1880 von einem als Derwisch verkleideten Afghanen ermordet. Britische Diplomaten führten das auf Husains christenfreundliche und probritische Haltung zurück, insbesondere deswegen, weil die Osmanen kurz danach verlauten ließen, wieder den britenfeindlichen ʿAbd al-Muttalib von den Dhawū Zaid als Scherifen einsetzen zu wollen. Nach Blunt herrschte der allgemeine Eindruck vor, dass al-Husains Mörder aus der Türkei kam, und viele meinten, dass die „Stamboul Camarilla“ und der Sultan den Mord in Auftrag gegeben hatten. Obwohl Mahmud Nedim Pascha und auch Austen Henry Layard, britischer Botschafter in Istanbul, vor einer Wiedereinsetzung ʿAbd al-Muttalibs mit Verweis auf seine Rolle bei dem Aufstand von 1855 warnten, ließ sich der Sultan nicht von seinem Plan abbringen, so dass ʿAbd al-Muttalib, der damals fast 90 Jahre alt war, im Mai erneut sein Amt antreten konnte.
James Zohrab betonte in dieser Zeit in Briefen an die britische Regierung, dass es eine Pflicht Englands sei, die ʿAun-Familie zu unterstützen, weil diese immer eine schützende Hand über die Briten im Hedschas gehalten habe. Zohrab forderte auch, dass die Briten dem osmanischen Sultan nicht länger das Vorrecht überlassen sollten, den Scherifen auszuwählen, mit dem Argument, dass England vier Mal mehr Muslime unter seiner Herrschaft habe als der Sultan. Blunt träumte 1881 von einem „Transfer des Sitzes der spirituellen Macht von Konstantinopel nach Mekka“ und betonte, dass in Anbetracht des sterbenden Osmanischen Reiches die „Masse der Mohammedaner“ in der scherifischen Familie von Mekka nach einem Repräsentanten ihrer obersten Führung und des Kalifats suche. Die scherifische Familie sollte die Osmanen als „neue Dynastie“ ablösen und damit die Errichtung einer „musulmanischen Theokratie“ ermöglichen. Politisch, so meinte Blunt, werde der „Kalif in Mekka“ weniger bedeutsam sein als derjenige am Bosporus, aber religiös werde er einen viel festeren Stand haben, weil er von den Quraisch abstamme. Blunt verband mit dem zukünftigen mekkanischen Kalifat die Hoffnung, dass es zu einer „Versöhnung der Schismatiker, der Ibaditen und der Schiiten mit der (sc. sunnitischen) Orthodoxie“ und einer allgemeinen Reformation des Islams beitragen werde. Allerdings meinte er, dass nur ein Scherif von den „liberalen“ Dhawū ʿAun diese Rolle erfüllen könnte.

#### Osman Paschas Initiative zur Entmachtung der Scherifen

Topal Osman Nuri Pascha, von 1881 bis 1886 osmanischer Gouverneur des Hedschas

ʿAbd al-Muttalib schrieb 1881 einen Brief an die Hohe Pforte, in dem er den Dhawū ʿAun vorwarf, Aufruhr zu verbreiten. Gleichzeitig kamen Gerüchte auf, dass ʿAbd al-Muttalib mit Muhammad al-Mahdī as-Sanūsī, dem Anführer des Sanūsīya-Ordens, gegen das Osmanische Reich intrigiere. Der osmanische Sultan entsandte daraufhin den jungen General Topal Osman Nuri Pascha mit 2.000 Soldaten zu einer „speziellen Mission“ in den Hedschas. Ziel dieser Mission war eine Beschränkung der Vollmachten und Vorrechte des Scherifen. Ein Adjutant, der noch vor dem General in Mekka ankam, ließ im November 1881 in Mekka ausrufen, dass der Scherif fortan keine Zuständigkeit mehr für die Gerichtsbarkeit in Mekka habe und die Zuständigkeit für die Beduinen auf den osmanischen Gouverneur übertragen werde. Osman Nuri Pascha, der nach seiner Ankunft zum Gouverneur des Hedschas ernannt wurde, übernahm dort alle Regierungsgeschäfte und sandte im Februar 1882 ein umfassendes Memorandum über eine Beschränkung der Befugnisse des Scherifen an die Hohe Pforte. Osman Pascha empfahl darin, dass der Scherif fortan keine richterlichen Funktionen mehr haben und keine eigene Armee mehr besitzen sollte außer einer kleinen Anzahl von Zabtiya-Kräften, die der osmanische Vâlî ihm zuweisen würde. Der Scherif sollte darüber hinaus noch eine ganze Anzahl anderer Zuständigkeiten an den osmanischen Vâlî abgeben: die Zuständigkeit für die Angelegenheiten des Haram und der Stiftungen im Hedschas, das Recht der Ernennung der Muftis der vier Rechtsschulen, des Vorstehers der Scherifen (naqīb al-ašrāf), des Muhtasibs, der Vorsteher der Zünfte, der Vorsteher der verschiedenen Stadtviertel und der Scheiche der verschiedenen Beduinenstämme. All diese Personen sollten zukünftig vom Vâlî eingesetzt werden. Nur bei der Verteilung der jährlichen Zuwendungen an die Beduinenstämme und bei der Schlichtung von Auseinandersetzungen zwischen diesen Stämmen sollte der Scherif noch mitreden dürfen. Osman Paschas Ziel war es, den Scherifen seiner weltlichen Macht zu entkleiden und ihn auf die Rolle eines „Hohepriesters“ zu reduzieren.
Osman Paschas Memorandum wurde von der Hohen Pforte positiv aufgenommen, und der Sultan befahl, dass diese Beschränkungen der scherifischen Macht zukünftig in jedem Einsetzungsschreiben eines Scherifen erwähnt werden sollten. Der Scherif ʿAbd al-Muttalib versuchte sich dem zunehmenden Druck zu entziehen, indem er im Juni 1882 darum bat, aus seinem Amt als Emir von Mekka entlassen zu werden und sich nach Medina zurückziehen zu dürfen. Osman Pascha ließ dies jedoch nicht zu, weil er den Verdacht hatte, dass sich ʿAbd al-Muttalib mit den Āl Raschīd aus Ha'il verbünden und unter ein britisches Protektorat stellen wollte. Als Ende August 1882 Kuriere mit Briefen ʿAbd al-Muttalibs abgefangen wurden, die diesen Verdacht angeblich erhärteten, beschuldigte ihn Osman Pascha rebellischer Intentionen, setzte ihn ab und verhaftete ihn. Als neuer Scherif wurde im September ʿAun al-Rafīq, ein weiterer Sohn von Muhammad ibn ʿAbd al-Muʿīn, eingesetzt. Die Briten waren über die Absetzung ʿAbd al-Muttalibs sehr erleichtert, auch deswegen, weil sie in ihm einen Verbündeten ihres Gegners Ahmed Urabi Pascha sahen.
Um die Machtbasis der Scherifen in Dschidda zu zerstören, ließ Osman Pascha deren dortigen Agenten ʿUmar Nasīf gefangen nehmen und zu 15 Jahren Haft verurteilen. 1884 nahm Osman Pascha den alten Titel eines „Scheich des Haram“ (šaiḫ al-ḥaram) an und wurde vom Sultan zum Muschīr („Marschall“) erhoben. Er brachte nun die ʿUlamā' und Bediensteten des Haram vollständig unter seine Kontrolle. Nach Berichten des britischen Konsulats in Dschidda „war Osman Pascha’s Wort in allen großen und kleinen Angelegenheiten Gesetz.“ ʿAun al-Rafīq, der neue Scherif, war sich über den Machtverlust seines Amtes im Klaren und zog sich weitgehend aus dem öffentlichen Leben zurück. Er empfing nur noch freitags allgemeinen Besuch, an anderen Tagen blieb er allein für Freunde zugänglich. Widerstand kam allerdings von den Gelehrten und Notabeln, die nicht damit einverstanden waren, dass sich der osmanische Gouverneur die Befugnisse des Scherifen angeeignet hatte. Acht von ihnen wurden von Osman Pascha in die Verbannung geschickt. Darüber hinaus nutzte Osman Pascha seine Aufsicht über die Gehälter der Gelehrten und Scherifen, um Druck auf sie auszuüben.

#### Die Restauration des Scherifats nach Osman Paschas Abberufung

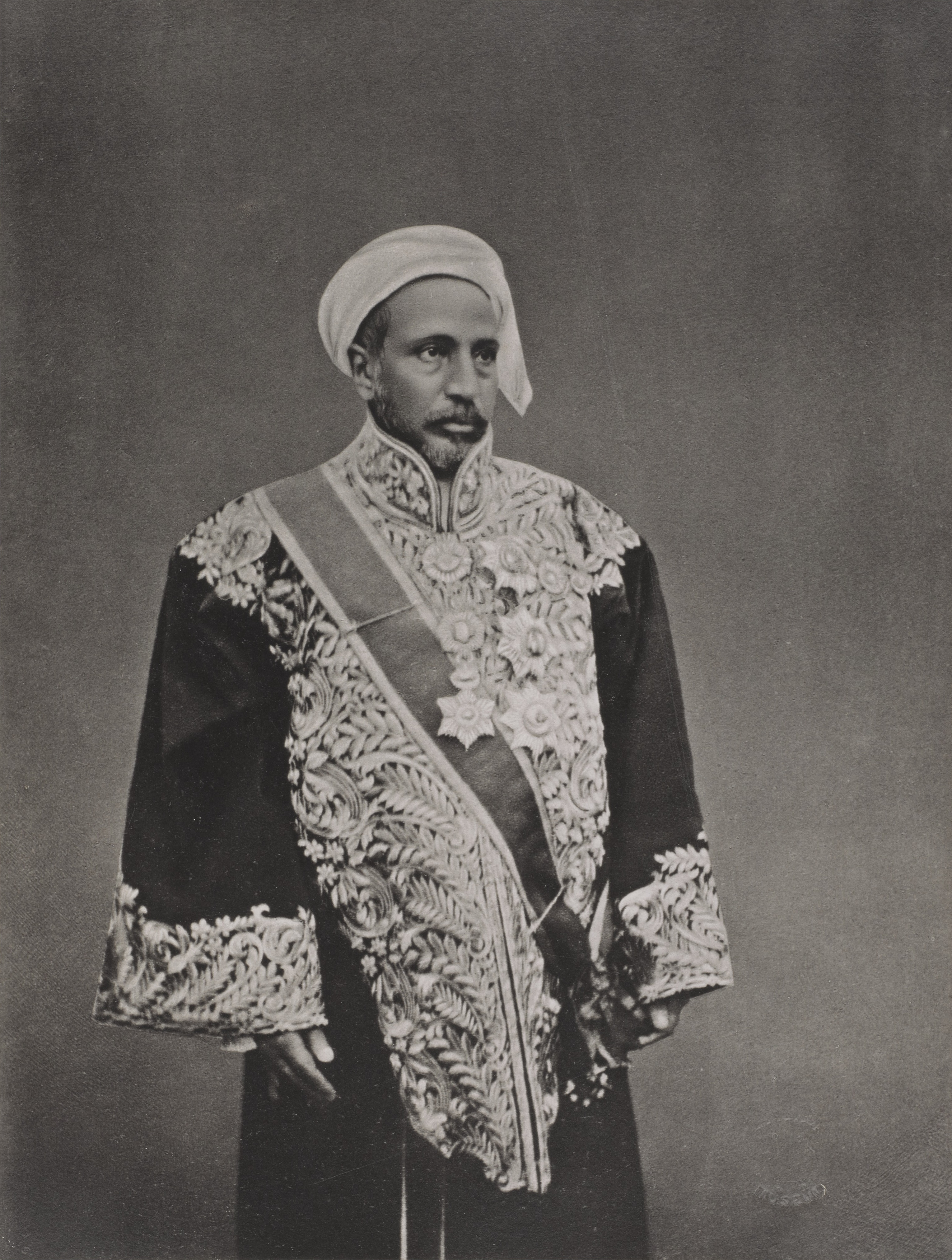
Der Scherif ʿAun al-Rafīq (reg. 1882–1905) in Turban und Ehrengewand

Osman Pascha übte nicht nur Druck auf die lokalen Gelehrten und Notabeln aus, sondern versuchte auch, die Beduinenstämme einzuschüchtern. Im Sommer 1883 kam es zwischen dem stärksten von ihnen, den Banū Harb, der den Weg zwischen Mekka und Medina kontrollierte, und Osmans Truppen zu einer größeren Konfrontation, infolge derer er dem Stamm die jährlichen Getreidelieferungen vorenthielt. Diese Politik machte Osman Pascha sehr unbeliebt im Hedschas, so dass sich in Mekka eine Opposition gegen ihn formierte. Ende 1885 nahmen die Spannungen weiter zu, als Osman Pascha im Gemeinderat von Mekka seinen Plan verkündete, ein neues System der Stadtteilverwaltung mit gewählten Ortsvorstehern einführen zu wollen. Einwände gegen diesen Plan wischte er mit der Bemerkung beiseite, „Mekka sei doch nicht besser als Istanbul“. Hieraufhin wurden an den Toren der Heiligen Moschee Zettel angeschlagen, auf denen ein „Islamischer Verein“ Osman Pascha verfluchte und zu seiner Ermordung aufrief.
Der Scherif ʿAun al-Rafīq stellte sich nun an die Spitze der Oppositionsbewegung gegen Osman Pascha und sandte mehrere Briefe und Telegramme nach Istanbul, in denen er sich über das respektlose Verhalten des osmanischen Gouverneurs gegenüber den Gelehrten und den Beduinenstämmen beklagte. Gleichzeitig sandten 27 führende Gelehrte und Scherifen eine Petition an den Sultan, in der sie sich über das unterdrückerische Verhalten des Gouverneurs beschwerten und andeutungsweise mit der Auswanderung aus dem Hedschas drohten. Im Herbst 1886 zog schließlich der Scherif nach Medina und schickte von dort eine Gesandtschaft zur Hohen Pforte mit der Bitte, entweder ihn oder den Wālī abzusetzen, weil ihm eine Rückkehr nach Mekka unmöglich sei, solange Osman dort sein Unwesen treibe. Der Machtkampf zwischen den beiden Kontrahenten endete damit, dass der Sultan Ende 1886 Osman Pascha nach Aleppo versetzte. Die Maßnahme war ein Zeichen dafür, dass die osmanische Politik zur Entmachtung des Scherifen gescheitert war.
ʿAun al-Rafīq ging aus dem Machtkampf gestärkt hervor. Nach seiner Rückkehr nach Mekka ließ er oberhalb der Tür seines Palastes die Worte eingravieren: „Amt des edlen Emirats und der erhabenen Regierung“ (Dāʾirat al-amāra al-ǧalīla wa-l-ḥukūma as-sanīya). Wegen seiner engen Verbindung zu den Beduinenstämmen der Umgebung behielt er weiter eine wichtige Rolle bei der Organisation der Pilgerkarawane. Sowohl bei der Wahl der Wege als auch bei der Festsetzung der Kamelmietpreise hatte er entscheidenden Einfluss. Er setzte einen Haddsch-Beauftragten (maʾmūr al-ḥaǧǧ) zur Begleitung der Karawane sowie einen Taxator (muqauwim) zur Bereitstellung der erforderlichen Kamele ein. Außerdem konnte der Großscherif während der Wallfahrt Beziehungen zu hochgestellten muslimischen Persönlichkeiten aufbauen. „Muslimische Prinzen aus Indien, Emire aus Arabien, große Scheiche aus verschiedenen Stämmen, Personen von hohem Rang, sind seine Gäste bei diesen religiösen Festen“, schreibt ein zeitgenössischer arabischer Beobachter. Noch bis zum Ende des 19. Jahrhunderts wurde jährlich mit der syrischen Karawane ein Investiturschreiben des osmanischen Sultans für den Scherifen nach Mekka gebracht, das dann bei der Wallfahrt in Minā öffentlich verlesen wurde. Dieser Zeremonie wohnten gewöhnlich der Vālī, der osmanische Militärkommandant und die Notabeln und Gelehrten der Stadt bei. Dann wurde dem Scherif ein Ehrengewand des Sultans verliehen, und die Anwesenden beglückwünschten ihn. Darüber hinaus erhielt der Scherif festgesetzte Gehaltszahlungen aus der ägyptischen Surra in Höhe von 479,50 ägyptischen Pfund. Haupteinnahmequelle des Scherifen waren aber die Steuern, die er auf die Kamele des Hedschas erhob.

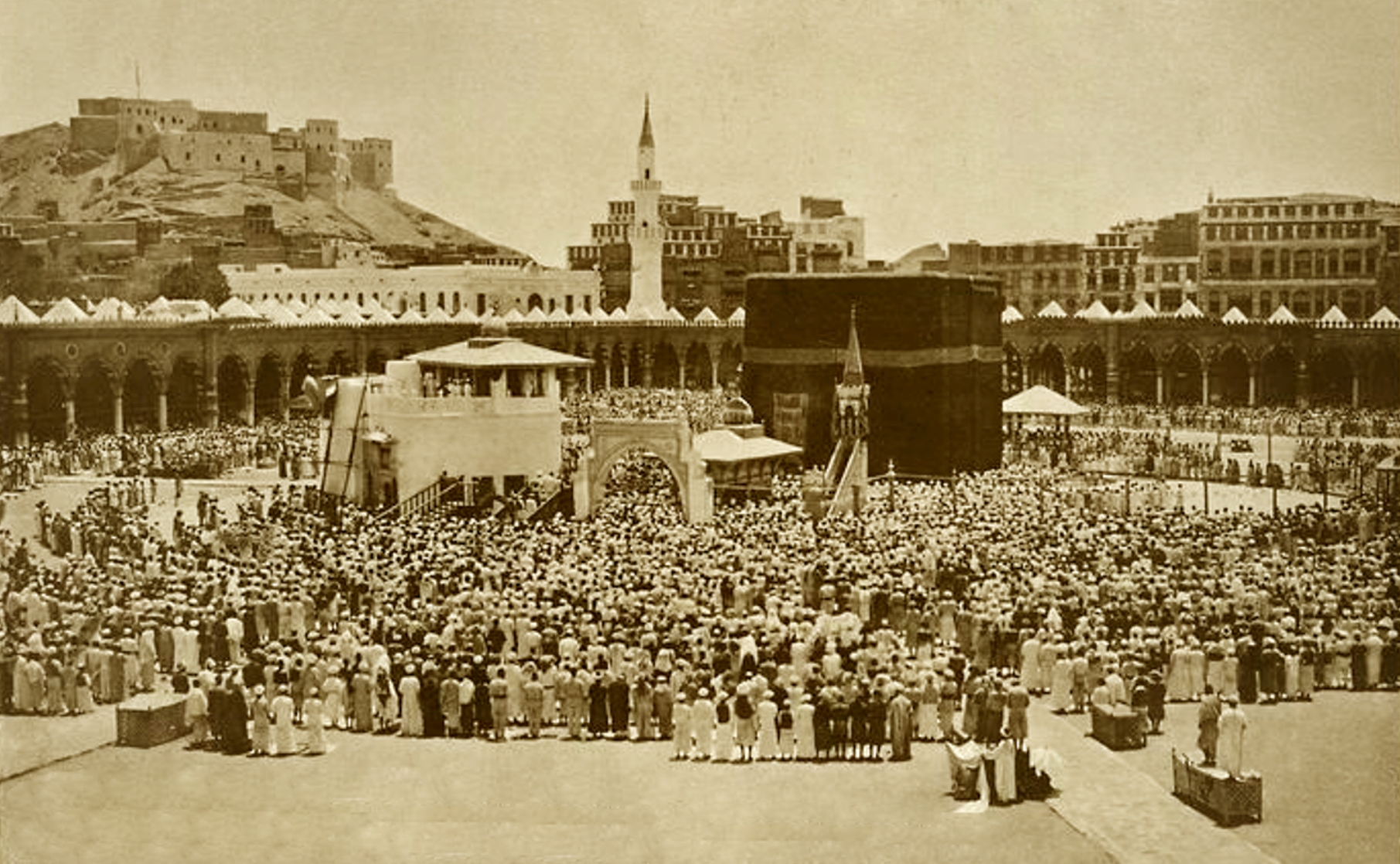
Mekka um 1889 mit der Adschyād-Festung im Hintergrund.

Allerdings entwickelte sich ʿAun al-Rafīq im Laufe der Zeit immer mehr zu einem despotischen und ausbeuterischen Tyrannen, dem alle machtlos ergeben waren. Wie vor ihm Uthman Pascha, ging er hart und ohne Respekt gegen Gelehrte, Scherifen und Beduinenscheiche vor und hielt die für diese Kreise bestimmten Geldzahlungen und Getreidelieferungen der Osmanischen Regierung zurück. Außerdem zwang er den Pilgern hohe Steuern und Gebühren auf, die als willkürlich empfunden wurden. Dazu gehörte auch die Zahlung von „Spenden“ für die Hedschasbahn. Wie berichtet wird, ließ er die Pilger so lange in Mekka festhalten, bis alle 1 Riyal entrichtet hatten; diejenigen, die die Zahlung verweigerten, ließ er verhaften. Außerdem zog er Gebühren von den mutauwifūn ein, für deren Berechtigung, die Pilger eines bestimmten Gebietes betreuen zu dürfen, und führte Lizenzen für all diejenigen ein, die in der „Haddsch-Dienstleistungsindustrie“ tätig waren. Auf diese Weise verteuerte sich die Wallfahrt für die Pilger, während gleichzeitig in Folge der schlechten Beziehung des Scherifen zu den Beduinenscheichen die Wege unsicherer wurden.
Um die Wende zum 20. Jahrhunderts häuften sich deshalb in Ägypten, Indien und Südostasien die Beschwerden über ʿAun al-Rafīq. Trotz dieser Beschwerden hielt jedoch der osmanische Sultan Abdülhamid II. an dem Scherifen fest. Ibrāhīm al-Muwailihī, ein bekannter ägyptischer Journalist, äußerte den Verdacht, dass der Sultan dies deshalb tat, weil er damit „die Missetaten der Prophetennachkommen“ bekannt machen wollte, so dass sich die Menschen von ihnen abwendeten. So könne er sich von dem Ausspruch erholen, der ständig wiederholt werde, dass nämlich die Imame zu den Quraisch gehören müssen. Al-Dschawā'ib, eine von Chalīl Mutrān herausgegebene Zeitung, berichtete, dass einer der Höflinge dem Sultan vorgeschlagen hatte, ʿAun al-Rafīq zu entlassen, er dies jedoch mit der Begründung ablehnte, dass er ihn als eine „Mahnung und ein Exempel“ für diejenigen stehen lassen wolle, die die „Tyrannei des Kalifen der Türken“ lästig fänden, damit sie wüssten, wie die „Tyrannei des Kalifen der Araber“ aussähe.

#### Die Entwicklung der scherifisch-britischen Beziehungen

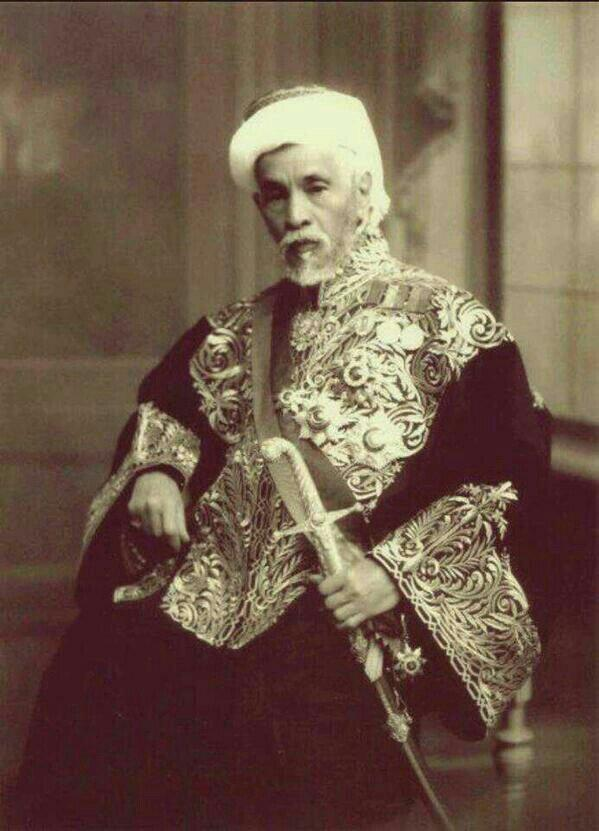
Der Scherif ʿAlī Bāscha ibn ʿAbdallāh (reg. 1905–1908)

Obwohl ʿAun al-Rafīq zu den Dhawū ʿAun gehörte, war sein Verhältnis zu den Briten ebenfalls nicht gut. Seine Ernennung zum Scherifen im September 1882 war eigentlich von britischer Seite sehr begrüßt worden. Allerdings schlugen die hohen Erwartungen bald in Enttäuschung um, weil ʿAun al-Rafīq Kontakte mit den Briten scheute und aus den Pilgern aus Britisch-Indien hohe Geldbeträge herauspresste. 1895 erlebten die britisch-scherifischen Beziehungen einen Tiefpunkt, als Abdur Razzack, der langjährige britische Vizekonsul in Dschidda, vor der Stadt von Beduinen ermordet wurde und der Scherif keinerlei Anstrengungen unternahm, um das Verbrechen aufzuklären. Vorher war es im Zusammenhang mit der Einführung von Desinfektionsanstalten durch die osmanischen Behörden zu gewaltsamen Protesten von Pilgern und der lokalen Bevölkerung gekommen. In dieser Zeit schlug Ahmed Muhtar Pascha, osmanischer Hochkommissar in Ägypten, vor, den Emir zu entlassen und die gesamte Macht im Hedschas dem osmanischen Gouverneur zu übertragen.
Erst zu Anfang des 20. Jahrhunderts verbesserten sich die scherifisch-britischen Beziehungen wieder, was auch damit zu tun hatte, dass ʿAun al-Rafīq zwei Mal Ärzte des britischen Konsulats in Anspruch nahm. Die Briten bauten in dieser Zeit ein enges Verhältnis zu ʿAuns Neffen ʿAlī Bāscha ibn ʿAbdallāh auf, den sie als seinen potentiellen Nachfolger betrachteten. Die Verbesserung der scherifisch-britischen Beziehungen wurde auf osmanischer Seite mit Misstrauen beobachtet. Salih Münir Paşa, der osmanische Botschafter in Paris, äußerte im August 1903 die Vermutung, dass die Briten danach strebten, Arabien mit dem Nadschd und dem Hedschas schrittweise aus dem Herrschaftsbereich der osmanischen Regierung herauszulösen, das Kalifat den Scherifen zu übertragen, die dann unter britischem Einfluss stehen würden, um schließlich Arabien, den Nadschd und den Irak unter britischen Schutz zu nehmen und sie zu Kolonien zu machen, so wie sie es schon vorher mit Aden und anderen Gebieten gemacht hatten.
Auf britische Veranlassung wurde ʿAlī Bāscha 1905 zum neuen Groß-Scherifen ernannt. Zwar wurde er schon drei Jahre später wegen seiner feindlichen Haltung gegenüber der neuen jungtürkischen Regierung wieder entlassen, doch wurde er durch einen anderen Neffen ʿAuns ersetzt, der nicht weniger britenfreundlich war, nämlich Husain ibn ʿAlī. Dieser Groß-Scherif, der vor seiner Einsetzung in sein Amt im November 1908 lange Jahre in Istanbul gelebt hatte, bemühte sich darum, den Einfluss des Scherifats auf der arabischen Halbinsel zu vergrößern, und sandte gleich nach Herrschaftsantritt Delegationen in den ʿAsīr und nach al-Qasīm, um Kontakte mit den dort lebenden Stämmen aufzunehmen. Wie seine beiden Vorgänger widersetzte sich Husain osmanischen Zentralisierungsbestrebungen und tat alles, was in seiner Macht stand, um eine Verlängerung der Hedschasbahn über Medina hinaus nach Mekka zu verhindern.

### Die Rolle des Scherifen Husain während des Ersten Weltkriegs

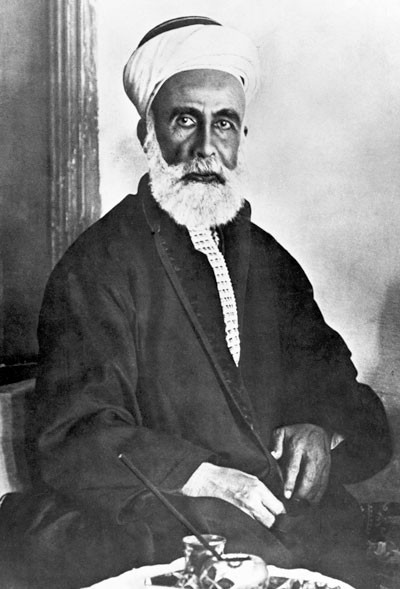
Der Scherif Husain ibn ʿAlī im Dezember 1916

Im September 1914, kurz nach Ausbruch des Ersten Weltkriegs, wurde der Groß-Scherif zu einem wichtigen Thema deutscher Orient-Politik. Max von Oppenheim, der später zum Haupt-Organisator der deutschen Dschihad-Propaganda wurde, berichtete in dieser Zeit, dass die Briten danach strebten, den Groß-Scherifen vom Osmanischen Kalifat unabhängig zu machen und möglichst selbst zum Kalifen zu erheben. Einige panarabisch ausgerichtete Araber, so sagte er, teilten diesen Wunsch. Auch wenn von Oppenheim zugestand, dass der Scherif über einigen Einfluss in der islamischen Welt verfüge, hielt er die britischen Pläne, von denen er erfahren hatte, für unrealistisch, weil er glaubte, dass Scherif Husain gegenüber der osmanischen Regierung loyal bleiben würde. Ähnlich schätzte der deutsche Diplomat Curt Max Prüfer die Situation ein. Er meinte, dass der osmanische Gouverneur im Hedschas den Scherifen kontrollieren würde, und äußerte gegenüber Oppenheim, dass der Scherif zwar ganz auf britischer Seite stehe, aber „glücklicherweise machtlos und in unserer Hand“ sei. Eine andere Einschätzung ergab sich erst durch Bernhard Moritz, der Ende 1914 nach Dschidda reiste, um dort ein deutsches Propaganda- und Nachrichtenbüro einzurichten, aber vom Scherifen verhaftet wurde. Nachdem er wieder freigelassen worden war, berichtete er im Januar 1915 in Berlin seinen Vorgesetzten von den Machtambitionen des Scherifen und dem osmanischen Kontrollverlust im Hedschas. Der deutsche Konsul in Damaskus schlug daraufhin vor, dass Deutschland danach streben sollte, als Gegengewicht zum Scherifen die Āl Saʿūd und die Āl Raschīd unter türkischer Führung zu vereinen. Der Plan scheiterte jedoch.
Im Mai 1915 traf sich von Oppenheim mit Faisal, dem Sohn des Scherifen, in Konstantinopel. Dieser versicherte ihm, dass sein Vater nicht mit den Briten zusammenarbeite. Daraufhin fasste Oppenheim wieder Vertrauen in die Loyalität des Scherifen gegenüber den Mittelmächten. Hans von Wangenheim, der deutsche Botschafter in Konstantinopel, äußerte in einem Brief vom 22. Mai an den deutschen Reichskanzler Theobald von Bethmann Hollweg, dass Oppenheim durch sein Verhandlungsgeschick nicht nur eine Auswechselung des Groß-Scherifen überflüssig gemacht, sondern auch das Verhältnis zwischen diesem und den Türken verbessert habe. Wangenheim warnte allerdings vor weiteren deutschen Propaganda-Aktivitäten im Hedschas, weil diese zu einer Zunahme des Misstrauens beim Groß-Scherifen führen könnten.

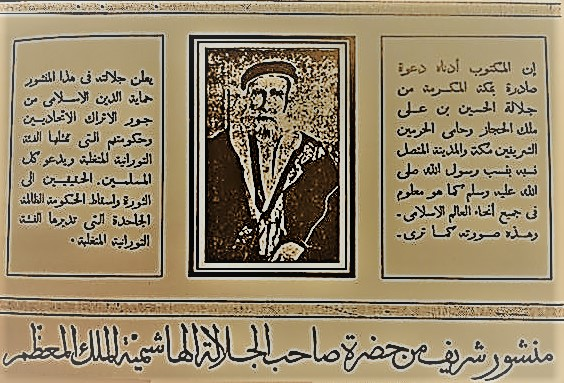
1916 in der Zeitung veröffentlichte Proklamation, in der der Scherif Husain die Muslime zur Revolution gegen die Jungtürken aufruft

Der türkische Kriegsminister Enver Pascha gab Faisal bei seiner Abreise aus Konstantinopel die Anordnung mit, dass sein Vater Türken und Deutsche durch Entsendung eines beduinischen Kontingents für einen weiteren türkischen Angriff auf Ägypten unterstützen sollte. Der Scherif ignorierte jedoch diese Aufforderung. Als Max von Oppenheim im Herbst 1915 als Beduine verkleidet in den Hedschas reiste, wurde er vom Scherifen ausgewiesen, so dass er nach Damaskus zurückeilen musste. Mitte Februar brachten der Scherif und die Briten ihre Verhandlungen für eine Allianz zum Abschluss, und der Scherif traf Vorbereitungen für einen arabischen Aufstand gegen die Türkei. Anfang April 1916 forderte er die osmanische Regierung auf, verschiedene arabische politische Gefangene in Syrien freizulassen, in Syrien und im Irak eine dezentrale türkische Verwaltung einzusetzen, seine Herrschaft im Hedschas als erblich anzuerkennen und seinen traditionellen Status und seine Privilegien zu bestätigen, worauf die osmanische Führung allerdings nicht einging. Als Husain erfuhr, dass eine türkisch-deutsche Expedition (Stotzingen-Mission) auf dem Weg in den Jemen den Hedschas passieren wollte, rief er am 5. Juni 1916 offiziell die Arabische Revolte aus.
Sultan Mehmed V. setzte daraufhin im Juli 1916 Husain ab und ernannte den in Istanbul lebenden Scherifen ʿAlī Haidar Pascha von den Dhawū Zaid zu seinem Nachfolger. ʿAlī Haidar Pascha reiste mit einem Gefolge osmanischer Soldaten zu Fahreddin Pascha nach Medina und gab dort eine öffentliche Erklärung ab, in der er Husain beschuldigte, sich selbst an die Briten zu verkaufen und die Heiligen Stätten einer christlichen Macht auszuliefern. Eine geplante osmanische Rückeroberung Mekkas misslang aber. Der Scherif Husain erklärte sich am 28. Oktober 1916 auf Initiative seines Sohnes ʿAbdallāh zum „König der arabischen Länder“. Die Briten erkannten ihn zwar nur als König des Hedschas an, gaben ihm jedoch militärische Unterstützung. ʿAlī Haidar Pascha kehrte aufgrund der aussichtslosen Lage 1917 über Syrien nach Istanbul zurück, wurde allerdings von osmanischer Seite weiter als der rechtmäßige Emir von Mekka betrachtet. Die Truppen Husains nahmen mit Hilfe eines kleinen Stabs britischer Militärberater, darunter der bekannte T. E. Lawrence, und einer Gruppe von früheren osmanischen Offizieren aus dem Irak im Oktober 1918 Damaskus ein. Nach dem Waffenstillstand von Moudros bildete Husains Sohn Faisal, der einen Teil der arabischen Truppen befehligt hatte, in Damaskus eine national-arabische Regierung, aus der sich später das Königreich Syrien entwickelte. Mit Hinblick auf die neue politische Situation entließ die Hohe Pforte am 8. Mai 1919 den Scherifen ʿAlī Haidar Pascha aus seinem Amt und schaffte den Titel des „Emirs von Mekka“ (emîr-i Mekke) ab.

### Ausrufung des Kalifats und Ende
Husain, dessen Söhne Faisal und ʿAbdallāh nach der Konferenz von Kairo 1921 die Herrschaft im Irak und Transjordanien erlangt hatten, erklärte sich nach der Abschaffung des Kalifats durch Atatürk im Frühjahr 1924 zum Kalifen. Dadurch isolierte er sich allerdings weitgehend in der islamischen Welt, da sein Kalifat außerhalb der von ihm und seinen Söhnen beherrschten Gebiete fast nirgendwo anerkannt wurde. Sein ärgster Widersacher, der saudische Emir Abd al-Aziz ibn Saud, überfiel mit seinen wahhabitischen Kriegern den Hedschas. Nach dem Verlust von Mekka trat Husain den Königstitel 1924 an seinen Sohn Ali ibn Hussein ab. Jedoch wollten die Āl Suʿūd keinen haschimitischen König akzeptieren, so dass auch Ali am 20. Dezember 1925 abdanken musste. Am 8. Januar 1926 wurde Abd al-Aziz ibn Saud zum neuen König des Hedschas gekrönt.
Der frühere Scherif ʿAlī Haidar Pascha starb 1935 in Beirut. Bis heute leben noch viele Scherifen-Familien von den Dhawū Zaid in Saudi-Arabien. Ihrer finanziellen Versorgung dient eine Anzahl von Familien-Stiftungen in Mekka und Umgebung. Einige dieser Stiftungen wurden bereits im 19. Jahrhundert errichtet.

## Herrscherliste
Die angegebenen Herrschaftsdaten beruhen im Wesentlichen auf Eduard von Zambaurs Liste der Statthalter und Scherifen von Mekka und sind auf dieser Grundlage in christliche Zeitrechnung umgerechnet. Bitte jeweils die Legende beachten! Die Hintergrundfarben kennzeichnen verschiedene scherifische Familienzweige.

### Scherifische Herrscher bis 1200
| Lokale scherifische Herrscher Legende: gelb = Hāschimiden, grün = Dschaʿfariden, rot = Sulaimāniden | Beziehung zu auswärtigen politischen Mächten                                                                                   |
| --------------------------------------------------------------------------------------------------- | --- |
| Dschaʿfar ibn Muhammad ibn al-Husain al-Amīr (966/8–980)                                            | Erkennt 969 den fatimidischen Kalifen al-Muʿizz als Oberherrn an                                                               |
| ʿĪsā ibn Dschaʿfar (980–994)                                                                        | |
| Abū l-Futūh al-Hasan ibn Dschaʿfar (994 – Sept. 1012)                                               | Stellt sich 1011 an die Spitze eines antifatimidischen Aufstands in Palästina und nimmt selbst den Kalifentitel an             |
| Abū t-Taiyib Dāwūd ibn ʿAbd ar-Rahmān (Sept. 1012 – Okt. 1012)                                      | Eingesetzt von dem fatimidischen Kalifen al-Hākim bi-amr Allāh                                                                 |
| Abū l-Futūh al-Hasan ibn Dschaʿfar (1012–1039)                                                      | Unterstellt sich wieder den Fatimiden                                                                                          |
| Schukr ad-Dīn ibn Abī l-Futūh (1039–1061)                                                           | |
| Hamza ibn Wahhās (1061–1063)                                                                        | |
| Abū Hāschim Muhammad ibn Dschaʿfar (1063–1094)                                                      | Eingesetzt von dem Sulaihiden-Herrscher Ali as-Sulaihi, wechselt in seiner Loyalität mehrmals zwischen Fatimiden und Abbasiden |
| Abū Fulaita Qāsim ibn Muhammad (1094–1123)                                                          | |
| Fulaita ibn Qāsim (1123–1132)                                                                       | |
| Hāschim ibn Fulaita (1132–1154)                                                                     | |
| Qāsim ibn Hāschim (1154–1160)                                                                       | |
| ʿĪsā ibn Fulaita (1160–1174)                                                                        | Wird 1173 durch den Ayyubiden Tūrānschāh im Amt bestätigt.                                                                     |
| Dāwūd ibn ʿĪsā (1174–1175)                                                                          | |
| Mukthir ibn ʿĪsā (1175–1176)                                                                        | |
| Dāwūd ibn ʿĪsā (1176–1189)                                                                          | |
| Mukthir ibn ʿĪsā (1188–1201) Mansūr ibn Dāwūd (1196–1201)                                           | |

### Qatāda und seine Nachkommen bis 1525
| Lokale scherifische Herrscher Untergeordneten Mitregenten ist ein Gedankenstrich (–) vorangestellt.                                 | Beziehung zu auswärtigen politischen Mächten |
| --- | --- |
| Qatāda ibn Idrīs (1201/3–1220) | |
| Hasan ibn Qatāda (1220–1222) | |
| Rādschih ibn Qatāda (1231–1241) | Machtergreifung mit militärischer Unterstützung der Rasuliden |
| Abū Saʿd Hasan ibn ʿAlī (1241 – Sept. 1253)                                                                                         | |
| Dschammāz ibn Hasan (Okt 1253 – Jan 1254)                                                                                           | |
| Rādschih ibn Qatāda (Jan – April 1254)                                                                                              | Unterstützt von den Rasuliden |
| Ghānim ibn Rādschih (April – Nov 1254)                                                                                              | |
| Abū Numaiy Muhammad I. ibn Abī Saʿd (Nov 1254 – Okt 1301) Idrīs ibn Qatāda (Nov 1254 – Nov 1270)                                    | 1268 vom Mamluken-Sultan az-Zāhir Baibars im Amt bestätigt |
| Rumaitha ibn Abī Numaiy (Okt 1301 – Juli 1302) Humaida ibn Abī Numaiy (Okt. 1301 – Juli 1302)                                       | Eingesetzt von dem Mamluken-Sultan an-Nāsir Muhammad ibn Qalāwūn |
| Abū l-Ghaith ibn Abī Numaiy (Juli 1302 – Juni 1305) ʿUtaifa ibn Abī Numaiy (Juli 1302 – Juni 1305)                                  | Eingesetzt von An-Nāsir Muhammad |
| Rumaitha ibn Abī Numaiy (Juni 1305 – März 1314) Humaida ibn Abī Numaiy (Juni 1305 – März 1314)                                      | Eingesetzt von An-Nāsir Muhammad |
| Abū l-Ghaith ibn Abī Numaiy (März 1314 – Mai 1314)                                                                                  | Eingesetzt von An-Nāsir Muhammad |
| Humaida ibn Abī Numaiy (Mai 1314 – Nov. 1315)                                                                                       | Unterstellt sich den Rasuliden |
| Rumaitha ibn Abī Numaiy (Nov. 1315 – März 1318)                                                                                     | Eingesetzt von An-Nāsir Muhammad |
| Humaida ibn Abī Numaiy (März 1318 – Juni 1318)                                                                                      | Verdrängt Rumaitha und unterstellt sich dem Ilchan-Herrscher Abū Saʿīd |
| ʿUtaifa ibn Abī Numaiy (Febr. 1319 – Okt. 1330) Rumaitha ibn Abī Numaiy (Jan. 1321 – 1226)                                          | Eingesetzt von An-Nāsir Muhammad |
| Rumaitha ibn Abī Numaiy (Okt. 1330 – Okt. 1345)                                                                                     | |
| ʿAdschlān ibn Rumaitha (Okt. 1346 – 1347)                                                                                           | Ernannt von al-Kāmil Schaʿbān in Kairo |
| ʿAdschlān ibn Rumaitha, Thaqaba ibn Rumaitha (1347 – April 1359) zeitweise gemeinsam, zeitweise getrennt                            | |
| Sanad ibn Rumaitha (April 1359 – Sept 1361) Muhammad ibn ʿUtaifa (April 1359 – Okt 1360) Thaqaba ibn Rumaitha (Okt 1360 – Aug 1361) | |
| ʿAdschlān ibn Rumaitha (Sept 1361 – 1375) – Ahmad ibn ʿAdschlān (Sept. 1361 – 1375)                                                 | |
| Ahmad ibn ʿAdschlān (1375 – Okt 1386)                                                                                               | |
| ʿInān ibn Mughāmis (Dez 1386 – Dez 1387)                                                                                            | |
| ʿAlī ibn ʿAdschlān (Okt 1387 – Juli 1395)                                                                                           | Ergreift die Herrschaft mit Unterstützung von az-Zāhir Barqūq |
| Muhammad ibn ʿAdschlān (Juli 1395 – Jan 1396)                                                                                       | |
| Al-Hasan ibn ʿAdschlān (Feb 1396 – Jan 1416) – Barakāt ibn al-Hasan (Mai 1407 – Jan 1416) – Ahmad ibn al-Hasan (1408 – Jan 1416)    | Al-Hasan wird schon im August 1395 von az-Zāhir Barqūq in Kairo eingesetzt, hält aber erst im Februar 1396 in Mekka Einzug. 1408 wird er von al-Malik an-Nāsir Faradsch mit der Statthalterschaft für die gesamten Gebiete des Hedschas betraut. |
| Rumaitha ibn Muhammad (Feb 1416 – März 1417)                                                                                        | Ernennung durch al-Mu'aiyad Schaich im März 1415 |
| Al-Hasan ibn ʿAdschlān (März 1417 – 1424)                                                                                           | Wiedereinsetzung in sein Amt durch al-Mu'aiyad Schaich im Nov 1416 |
| ʿAlī ibn ʿInān, ʿAlī ibn ʿAdschlān (1424 – Okt 1425)                                                                                | Unterstützt von dem Mamluken Amīr Qurqmās |
| Al-Hasan ibn ʿAdschlān (Okt 1425 – Mai 1426)                                                                                        | |
| Barakāt ibn al-Hasan (Mai 1426 – Dez 1441)                                                                                          | Wird von Sultan Barsbay nach Ägypten beordert und zum Emir von Mekka ernannt. |
| ʿAlī ibn al-Hasan (Dez 1441 – Feb 1443)                                                                                             | |
| Abū l-Qāsim ibn al-Hasan (März 1443 – 1446)                                                                                         | |
| Barakāt ibn al-Hasan (1446–1455) | |
| Muhammad ibn Barakāt (1455–1497) | |
| Barakāt ibn Muhammad (Aug 1497 – Mai 1501)                                                                                          | |
| Hazzāʿ ibn Muhammad (Mai 1501 – Nov 1501)                                                                                           | |
| Barakāt ibn Muhammad (Nov 1501 – März 1503)                                                                                         | |
| Ahmad Dschāzān ibn Muhammad (März 1503 – Dez 1503)                                                                                  | |
| Qaitbāy ibn Muhammad, Barakāt ibn Muhammad (Juni 1504 – April 1512)                                                                 | |
| Barakāt ibn Muhammad (April 1512 – Aug 1525) – Muhammad Abū Numaiy ibn Barakāt (Okt 1512 – Aug 1525)                                | 1517 Beginn der osmanischen Oberherrschaft |

### Abū Numaiy II und seine Nachkommen (1525–1925)
| Lokale scherifische Herrscher Legende: gelb = Herrscher der Dhawū Zaid, grün = Herrscher der Dhawū Barakāt, rot = Herrscher der Dhawū ʿAun, untergeordneten Mitregenten ist ein Gedankenstrich (–) vorangestellt. | Beziehung zu auswärtigen politischen Mächten |
| --- | --- |
| Muhammad Abū Numaiy II ibn Barakāt (Aug 1525 – 1584) | |
| Hasan ibn Abī Numaiy (1584–1601) | |
| Abū Tālib ibn al-Hasan (1601–1603) | |
| Idrīs ibn al-Hasan (November 1603 – Oktober 1624) – Fuhaid ibn al-Hasan (November 1603 – 1610) – Muhsin ibn Husain (November 1603 – Oktober 1624)                                                                 | |
| Muhsin ibn Husain (Oktober 1624 – Mai 1628) | |
| Ahmad ibn ʿAbd al-Muttalib (Mai 1628 – September 1629) | |
| Masʿūd ibn Idrīs (September 1629 – November 1630) | |
| ʿAbdallāh ibn Hasan (November 1630 – August 1631) | |
| Zaid ibn Muhsin (August 1631 – Mai 1667) Muhammad ibn ʿAbdallāh (August 1631 – Februar 1632) Nāmir ibn ʿAbd al-Mutallib (Februar 1632 – Juni 1632) ʿAbd al-ʿAzīz ibn Idrīs (Februar 1632 – Juni 1632)             | Umfassende Geldzuwendungen durch die Mogulherrscher Shah Jahan und Aurangzeb |
| Saʿd ibn Zaid (Mai 1667 – März 1672) Ahmad ibn Zaid (1669 – März 1672) | |
| Barakāt ibn Muhammad (März 1672 – April 1682) | Aussendung einer Gesandtschaft zu Aurangzeb und zur Sultanin von Aceh |
| Saʿīd ibn Barakāt (April 1682 – Dezember 1683) | |
| Ibrāhīm ibn Muhammad (1683–1684) | |
| Ahmad ibn Zaid (Oktober 1684 – April 1688) | |
| Ahmad ibn Ghālib (1688–1690) | |
| Muhsin ibn al-Husain (April 1690 – September 1691) | |
| Saʿīd ibn Saʿd (September 1691 – August 1692) | |
| Saʿd ibn Zaid (1693–1694) | |
| ʿAbdallāh ibn Hāschim (Juli 1694 – November 1694) | |
| Saʿd ibn Zaid (1694–1702) | |
| Saʿīd ibn Saʿd (März 1702 – Juli 1704) | |
| ʿAbd al-Muhsin ibn Ahmad (Juli 1704) | |
| ʿAbd al-Karīm ibn Muhammad (Juli 1704 – März 1705) | |
| Saʿīd ibn Saʿd (März 1705 – Oktober 1705) | |
| ʿAbd al-Karīm ibn Muhammad (Oktober 1705 – Dezember 1711) | |
| Saʿīd ibn Saʿd (Dezember 1711 – Dezember 1716) | |
| ʿAbdallāh ibn Saʿīd (Dezember 1716 – April 1718) | |
| ʿAlī ibn Saʿīd (April 1718 – Oktober 1718) | |
| Yahyā ibn Barakāt (Oktober 1718 – Mai 1720) | |
| Mubārak ibn Ahmad (Mai 1720 – September 1722) | |
| Yahyā ibn Barakāt (September 1722 – September 1723) | |
| Barakāt ibn Yahyā (September 1723) | |
| Mubārak ibn Ahmad (Oktober 1723 – Januar 1724) | |
| ʿAbdallāh ibn Saʿīd (Februar 1724 – Mai 1731) | |
| Muhammad ibn ʿAbdallāh (Mai 1731 – Oktober 1732) | |
| Masʿūd ibn Saʿīd (1732–1733) | |
| Muhammad ibn ʿAbdallāh (1733–1734) | |
| Masʿūd ibn Saʿīd (Februar 1734 – Januar 1752) | |
| Musāʿid ibn Saʿīd (Januar 1752 – April 1770) Dschaʿfar ibn Saʿīd (Juli–August 1760) | |
| Ahmad ibn Saʿīd (April 1770 – Juni 1770) | |
| ʿAbdallāh ibn Husain (Juni–Sept 1770) | Machtergreifung mit Unterstützung von Ali Bey al-Kabir |
| Ahmad ibn Saʿīd (Sept 1770 – Jan 1773) | |
| Surūr ibn Musāʿid (Jan 1773 – Jan 1788) | |
| ʿAbd al-Muʿīn ibn Musāʿid (Jan 1788) | |
| Ghālib ibn Musāʿid (Feb. 1788 – April 1803) | ab 1798 Lösung der Bindung an den osmanischen Oberherrn, Entwicklung einer freundschaftlichen Beziehung zu Franzosen |
| ʿAbd al-Muʿīn ibn Musāʿid (April 1803 – Juli 1803) | von Saud I. ibn Abd al-Aziz eingesetzt |
| Ghālib ibn Musāʿid (Juli 1803 – Okt 1813) | 1806 Anerkennung der saudischen Oberherrschaft |
| Yahyā ibn Surūr (Okt 1813 – Febr 1827) | |
| ʿAbd al-Muttalib ibn Ghālib (Juli–August 1827) | |
| Muhammad ibn ʿAbd al-Muʿīn Ibn ʿAun (1827–1851) | Von 1836 bis 1840 Zwangsaufenthalt bei Muhammad Ali Pascha in Kairo, danach Rückkehr nach Mekka und Anerkennung der osmanischen Oberherrschaft.                                                                                      |
| ʿAbd al-Muttalib ibn Ghālib (1851–1856) | |
| Muhammad ibn ʿAbd al-Muʿīn Ibn ʿAun (1856–1858) | |
| ʿAbdallāh ibn Muhammad (März 1858 – Juni 1877) | |
| al-Husain ibn Muhammad (August 1877 – 14. März 1880) | Entwicklung einer engen Beziehung zu den Briten |
| ʿAbd al-Muttalib ibn Ghālib (Mai 1880 – August 1882) | |
| ʿAbd al-Ilāh ibn Muhammad (September–Oktober 1882) | |
| ʿAun al-Rafīq ibn Muhammad (November 1882 – Juli 1905) | |
| ʿAlī Bāscha ibn ʿAbdallāh (September 1905 – 1908) | Ernennung auf britische Veranlassung |
| Husain I. ibn ʿAlī (November 1908 – 1924) | nach Beginn der Arabischen Revolte im Juli 1916 von osmanischer Seite abgesetzt und durch den in Istanbul lebenden Scherifen ʿAlī Haidar Pascha ersetzt, daraufhin im Oktober 1916 Selbstausrufung zum „König der arabischen Länder“ |
| ʿAlī ibn Husain (1924–1925) | ohne Kontrolle über Mekka |

## Belege
1. ↑  Steenbergen: Caliphate and kingship. 2016, S. 19.
2. ↑  Vgl. die bei Uzunçarşılı: Mekke-i mükerreme emirleri. 1984, S. 31–34 wiedergegebenen Urkunden.
3. ↑  Der Begriff findet sich zum ersten Mal bei Didier: Séjour chez le Grand-Chérif de la Mekke. 1857.
4. ↑  Zur Bezeichnung „Grand Sherif“ als europäischer Erfindung siehe auch David Georg Hogarth: Hejaz before World War I. A Handbook. Oleander Press, Cambridge, 1978. S. 50.
5. ↑  Mortel: The Genealogy of the Ḥasanid Sharifs of Mecca. 1985, S. 229–242.
6. 1 2 3  Vgl. Ibn Zainī Daḥlān: Ḫulāṣat al-kalām. 1887, S. 16.
7. ↑  Mortel: The Genealogy of the Ḥasanid Sharifs of Mecca. 1985, S. 243.
8. ↑  Wüstenfeld: Geschichte der Stadt Mekka. 1861, S. 215f.
9. 1 2  Wüstenfeld: Geschichte der Stadt Mekka. 1861, S. 216.
10. ↑  Al-Maqrīzī: Ittiʿāẓ al-ḥunafāʾ bi-aḫbār al-aʾimma al-fāṭimīyīn al-ḫulafāʾ. Ed. Ǧamāl ad-Dīn aš-Šaiyāl. Wizārat al-Auqāf, Kairo, 1996. Bd. I, S. 216. Digitalisat
11. ↑  Al-Maqrīzī: Ittiʿāẓ al-ḥunafāʾ bi-aḫbār al-aʾimma al-fāṭimīyīn al-ḫulafāʾ. 1996. Bd. I, S. 225.
12. ↑  Halm: Die Kalifen von Kairo. 2003, S. 229.
13. ↑  Wüstenfeld: Geschichte der Stadt Mekka. 1861, S. 218.
14. ↑  Abū Šuǧāʿ ar-Rūḏrāwarī: Ḏail Taǧārib al-umam. Ed. H. Fr. Amedroz. Kairo, 1916. S. 235f (PDF).
15. ↑  Halm: Die Kalifen von Kairo. 2003, S. 228, 233.
16. 1 2  Wüstenfeld: Geschichte der Stadt Mekka. 1861, S. 219.
17. ↑  Halm: Die Kalifen von Kairo. 2003, S. 233.
18. 1 2  Halm: Die Kalifen von Kairo. 2003, S. 234.
19. ↑  Halm: Die Kalifen von Kairo. 2003, S. 234f.
20. ↑  Wensinck/Bosworth: Makka in EI² Bd. VI, S. 148b.
21. ↑  Wüstenfeld: Geschichte der Stadt Mekka. 1861, S. 222f.
22. ↑  Mortel: Zaydi Shiʿism and Ḥasanid Sharifs of Mecca. 1987, S. 460.
23. ↑  Ibn Ǧubair: Riḥla. Ed. William Wright. Brill, Leiden, 1907. S. 101f. Digitalisat – Dt. Übers. R. Günther Stuttgart, 1985. S. 70f.
24. ↑  Ota: The Meccan Sharifate and its diplomatic relations. 2002, S. 7.
25. ↑  Snouck Hurgronje: Mekka. Bd. I, Stammtafel I (vor S. 25).
26. ↑  Snouck Hurgronje: Mekka. Bd. I, S. 75f.
27. ↑  Snouck Hurgronje: Mekka. Bd. I, S. 78.
28. ↑  Snouck Hurgronje: Mekka. Bd. I, S. 77.
29. ↑  Wüstenfeld: Geschichte der Stadt Mekka. 1861, S. 236–238.
30. 1 2  Mortel: Zaydi Shiʿism and Ḥasanid Sharifs of Mecca. 1987, S. 461.
31. ↑  Burckhardt: Travels in Arabia. 1829, S. 438n.
32. ↑  Wüstenfeld: Geschichte der Stadt Mekka. 1861, S. 241.
33. 1 2 3  Mortel: Zaydi Shiʿism and Ḥasanid Sharifs of Mecca. 1987, S. 463.
34. ↑  Ota: The Meccan Sharifate and its diplomatic relations. 2002, S. 13.
35. 1 2  Ota: The Meccan Sharifate and its diplomatic relations. 2002, S. 5.
36. ↑  Ota: The Meccan Sharifate and its diplomatic relations. 2002, S. 6.
37. ↑  al-Maqrīzī: as-Sulūk li-maʿrifat duwal al-mulūk. Ed. Muḥammad ʿAbd al-Qādir ʿAṭā. Dār al-kutub al-ʿilmīya, Beirut, 1997. Bd. IV, S. 139f. Digitalisat
38. ↑  Ibn Zainī Daḥlān: Ḫulāṣat al-kalām. 1887, S. 33.
39. ↑  Hassan M. el-Hawary, Gaston Wiet: Matériaux pour un Corpus inscriptionum Arabicarum. Inscriptions et monuments de la Mecque: Ḥaram et Ka’ba. 1,1. Institut Français d’Archéologie Orientale, Kairo, 1985. S. 155–159.
40. ↑  Meloy: Imperial power and maritime trade. 2010, S. 94–102.
41. ↑  Meloy: Imperial power and maritime trade. 2010, S. 102–112.
42. ↑  Gaury: The Rulers of Mecca. 1954, S. 107.
43. ↑  Gaury: The Rulers of Mecca. 1954, S. 108.
44. ↑  Wensinck/Bosworth: Makka in EI² Bd. VI, S. 149b–150a.
45. ↑  Gaury: The Rulers of Mecca. 1954, S. 110f.
46. ↑  John L. Meloy: Money and Sovereignty in Mecca: Issues of the Sharifs in the Fifteenth and Sixteenth Centuries in Journal of the Economic and Social History of the Orient 53/5 (2010) 712–738.
47. ↑  Mortel: Zaydi Shiʿism and Ḥasanid Sharifs of Mecca. 1987, S. 462.
48. ↑  Mortel: Zaydi Shiʿism and Ḥasanid Sharifs of Mecca. 1987, S. 464.
49. ↑  Mortel: Zaydi Shiʿism and Ḥasanid Sharifs of Mecca. 1987, S. 465.
50. ↑  Ibn Taġrībirdī: an-Nuǧūm az-zāhira fi mulūk Miṣr wa-l-Qāhira. Al-Muʾassasa al-miṣrīya alʿāmma, Kairo, 1972. Bd. XI, S. 139. Digitalisat
51. ↑  Richard Mortel: „Madrasas in Mecca during the Medieval Period: A Descriptive Study based on Literary Sources“ in Bulletin of the School of Oriental and African Studies 60/2 (1997) 236–252. Hier S. 242f.
52. ↑  Mortel: Zaydi Shiʿism and Ḥasanid Sharifs of Mecca. 1987, S. 468.
53. ↑  Burckhardt: Travels in Arabia. 1829, S. 430–32.
54. 1 2  Faroqhi: Herrscher über Mekka. 1990, S. 197.
55. ↑  Teitelbaum: The Rise and Fall of the Hashimite Kingdom of Arabia. 2001, S. 12.
56. 1 2  Mouradgea d’Ohsson: Tableau général de l’empire othoman. 1790, Bd. III, S. 278.
57. ↑  Ibn Zainī Daḥlān: Ḫulāṣat al-kalām. 1887, S. 55.
58. ↑  Ibn Zainī Daḥlān: Ḫulāṣat al-kalām. 1887, S. 62.
59. ↑  Burckhardt: Travels in Arabia. 1829, S. 432f.
60. ↑  Burckhardt: Travels in Arabia. 1829, S. 434, deutsche Übers. S. 353.
61. ↑  Mouradgea d’Ohsson: Tableau général de l’empire othoman. 1790, Bd. III, S. 280.
62. 1 2 3  Faroqhi: Herrscher über Mekka. 1990, S. 198.
63. ↑  Peskes: Muḥammad b. ʿAbdalwahhāb (1703–92) im Widerstreit. 1993. S. 308.
64. ↑  Mouradgea d’Ohsson: Tableau général de l’empire othoman. 1790, Bd. III, S. 276f.
65. ↑  Mouradgea d’Ohsson: Tableau général de l’empire othoman. 1790, Bd. III, S. 279.
66. ↑  Mouradgea d’Ohsson: Tableau général de l’empire othoman. 1790, Bd. III, S. 277.
67. ↑  Faroqhi: Herrscher über Mekka. 1990, S. 200f.
68. ↑  Abir: Relations between the Government of India and the Sharif of Mecca. 1965, S. 33.
69. ↑  Carsten Niebuhr: Travels through Arabia, and other Countries in the East. Translated into English by Robert Herron. 2 Bde. Edinburgh 1792. Bd. II, S. 26f. Digitalisat
70. ↑  Farooqi: Mughal-Ottoman relations: a study of political & diplomatic relations. 1989, S. 115, 136f.
71. ↑  Farooqi: Mughal-Ottoman relations: a study of political & diplomatic relations. 1989, S. 116f.
72. ↑  Farooqi: Mughal-Ottoman relations: a study of political & diplomatic relations. 1989, S. 118f.
73. ↑  Farooqi: Mughal-Ottoman relations: a study of political & diplomatic relations. 1989, S. 120f, 138f.
74. ↑  Farooqi: Mughal-Ottoman relations: a study of political & diplomatic relations. 1989, S. 121–123.
75. ↑  Farooqi: Mughal-Ottoman relations: a study of political & diplomatic relations. 1989, S. 123–125.
76. ↑  Farooqi: Mughal-Ottoman relations: a study of political & diplomatic relations. 1989, S. 125f.
77. ↑  Snouck Hurgronje: Mekka. 1888, Bd. I, S. 127f.
78. 1 2  Ibn Zainī Daḥlān: Ḫulāṣat al-kalām. 1887, S. 104f.
79. ↑  Farooqi: Mughal-Ottoman relations: a study of political & diplomatic relations. 1989, S. 126f.
80. ↑  Farooqi: Mughal-Ottoman relations: a study of political & diplomatic relations. 1989, S. 127f.
81. ↑  Patrick Franke: The Ego of the Mullah: Strategies of Self-Representation in the Works of the Meccan Scholar ʿAli al-Qārī (d. 1606) in Ralf Elger und Yavuz Köse (Hrsg.): Many Ways of Speaking about the Self. Middle Eastern Ego-Documents in Arabic, Persian, Turkish (14th–20th century). Wiesbaden 2010. S. 185–200. Hier S. 186.
82. ↑  ʿAlī Ibn-ʿAbd-al-Qādir aṭ-Ṭabarī: Al-Araǧ al-miskī fi t-tārīḫ al-Makkī wa-tarāǧim al-mulūk wal-ḫulafāʾ. Ed. Ašraf Aḥmad al-Ǧammāl. Al-Maktaba at-Tiǧārīya, Mekka, 1996. S. 192–200. Digitalisat
83. ↑  Burckhardt: Travels in Arabia. 1829, S. 424–428.
84. ↑  Snouck Hurgronje: Mekka. 1888, Bd. I, S. 118f.
85. ↑  Snouck Hurgronje: Mekka. 1888, Bd. I, S. 165f.
86. ↑  Snouck Hurgronje: Mekka. 1888, Bd. I, S. 125f.
87. ↑  Gaury: The Rulers of Mecca. 1954, S. 168.
88. ↑  Ibn Zainī Daḥlān: Ḫulāṣat al-kalām. 1887, S. 192.
89. ↑  Burckhardt: Travels in Arabia. 1829, S. 412.
90. ↑  Gaury: The Rulers of Mecca. 1954, S. 172–174.
91. ↑  Burckhardt: Travels in Arabia. 1829, S. 413–415.
92. ↑  Burckhardt: Travels in Arabia. 1829, S. 407.
93. ↑  Didier: Ein Aufenthalt bei dem Groß-Scherif von Mekka. 1862, S. 213.
94. ↑  Süleyman ʿİzzî: Târîh-i ʿİzzî. Istanbul 1785. S. 207b, Z. 16ff Digitalisat
95. ↑  Peskes: Muḥammad b. ʿAbdalwahhāb (1703–92) im Widerstreit. 1993. S. 289–295.
96. ↑  Peskes: Muḥammad b. ʿAbdalwahhāb (1703–92) im Widerstreit. 1993. S. 287–289.
97. ↑  Peskes: Muḥammad b. ʿAbdalwahhāb (1703–92) im Widerstreit. 1993. S. 286f.
98. ↑  Peskes: Muḥammad b. ʿAbdalwahhāb (1703–92) im Widerstreit. 1993. S. 298f.
99. ↑  Ibn Zainī Daḥlān: Ḫulāṣat al-kalām. 1887, S. 263.
100. ↑  Peskes: Muḥammad b. ʿAbdalwahhāb (1703–92) im Widerstreit. 1993. S. 300f.
101. ↑  Abdul Bari: The early Wahhabis and the Sherifs of Makkah. 1955, S. 99.
102. ↑  Snouck Hurgronje: Mekka. 1888, Bd. I, S. 147.
103. ↑  Burckhardt: Travels in Arabia. 1829, S. 436–438.
104. ↑  Snouck Hurgronje: Mekka. 1888, Bd. I, S. 96.
105. ↑  Abir: Relations between the Government of India and the Sharif of Mecca. 1965, S. 35.
106. ↑  Burckhardt: Travels in Arabia. 1829, S. 418.
107. ↑  Burckhardt: Travels in Arabia. 1829, S. 420f.
108. ↑  Abir: Relations between the Government of India and the Sharif of Mecca. 1965, S. 37.
109. ↑  Ali Bey: Travels of Ali Bey. 1816. Bd. II, S. 141.
110. ↑  Abir: Relations between the Government of India and the Sharif of Mecca. 1965, S. 41.
111. ↑  Abir: Relations between the Government of India and the Sharif of Mecca. 1965, S. 36f.
112. ↑  Abir: Relations between the Government of India and the Sharif of Mecca. 1965, S. 36f, 39.
113. ↑  Abir: Relations between the Government of India and the Sharif of Mecca. 1965, S. 38.
114. ↑  Abir: Relations between the Government of India and the Sharif of Mecca. 1965, S. 40.
115. ↑  Snouck Hurgronje: Mekka. 1888, Bd. I, S. 148.
116. ↑  Gaury: The Rulers of Mecca. 1954, S. 185.
117. ↑  Snouck Hurgronje: Mekka. 1888, Bd. I, S. 149.
118. ↑  Peskes: Muḥammad b. ʿAbdalwahhāb (1703–92) im Widerstreit. 1993. S. 318.
119. ↑  Peskes: Muḥammad b. ʿAbdalwahhāb (1703–92) im Widerstreit. 1993. S. 319.
120. ↑  Snouck Hurgronje: Mekka. 1888, Bd. I, S. 150.
121. ↑  Gaury: The Rulers of Mecca. 1954, S. 187.
122. ↑  Vgl. Ali Bey: Travels of Ali Bey. 1816. Bd. II, S. 141, der allerdings fälschlicherweise das Jahr 1807 angibt.
123. ↑  Snouck Hurgronje: Mekka. 1888, Bd. I, S. 151–152.
124. ↑  Vgl. Didier: Ein Aufenthalt bei dem Groß-Scherif von Mekka. 1862, S. 238 und Blunt: The Future of Islam. 1882, S. 121.
125. ↑  Ibn Zainī Daḥlān: Ḫulāṣat al-kalām. 1887, S. 293.
126. ↑  Ali Bey: Travels of Ali Bey. 1816. Bd. II, S. 141, 162.
127. 1 2  Didier: Ein Aufenthalt bei dem Groß-Scherif von Mekka. 1862, S. 243f.
128. ↑  Burckhardt: Travels in Arabia. 1829, S. 417, 436.
129. ↑  Burckhardt: Travels in Arabia. 1829, S. 406.
130. ↑  Snouck Hurgronje: Mekka. Bd. I, S. 155–157.
131. ↑  Burckhardt: Travels in Arabia. 1829, S. 435.
132. ↑  Burckhardt: Travels in Arabia. 1829, S. 419. – Vgl. deutsche Übers. S. 340.
133. ↑  Burckhardt: Travels in Arabia. 1829, S. 419f.
134. ↑  Burckhardt: Travels in Arabia. 1829, S. 420.
135. ↑  Burckhardt: Travels in Arabia. 1829, S. 428f.
136. ↑  Snouck Hurgronje: Mekka. Bd. I, S. 158f.
137. ↑  Snouck Hurgronje: Mekka. Bd. I, S. 161f.
138. ↑  R.Y. Ebied and M.J.L. Young: An Unpublished Letter From ʿAlī Pasha, Ottoman Governor of Iraq, To the Sharif of Mecca in Die Welt des Islams 17 (1976) 58–71.
139. ↑  Muḥammad Bairam: Ṣafwat al-iʿtibār bi-mustaudaʿ al-amṣār wa-l-aqṭār. Dār Ṣādir, Beirut, 1980. Bd. V, S. 14.
140. ↑  Ibn Zainī Daḥlān: Ḫulāṣat al-kalām. 1887, S. 314.
141. ↑  Christiaan Snouck Hurgronje: The revolt in Arabia. Putnam, New York & London, 1917. S. 23. Digitalisat
142. ↑  Snouck Hurgronje: Mekka. Bd. I, S. 165–168.
143. ↑  Didier: Ein Aufenthalt bei dem Groß-Scherif von Mekka. 1862, S. 244.
144. ↑  Low: The Mechanics of Mecca. 2015, S. 25.
145. ↑  Snouck Hurgronje: Mekka. Bd. I, S. 173.
146. ↑  Al-Amr: The Hijaz under Ottoman rule 1869–1914. 1978, S. 201f.
147. ↑  Al-Amr: The Hijaz under Ottoman rule 1869–1914. 1978, S. 205.
148. ↑  Blunt: The Future of Islam. 1882, S. 122f.
149. ↑  Al-Amr: The Hijaz under Ottoman rule 1869–1914. 1978, S. 205f.
150. ↑  Blunt: The Future of Islam. 1882, S. 125.
151. ↑  Abu-Manneh: Sultan Abdulhamid II and the Sharifs of Mecca (1880–1900). 1973, S. 7.
152. ↑  Al-Amr: The Hijaz under Ottoman rule 1869–1914. 1978, S. 206f.
153. 1 2  Blunt: The Future of Islam. 1882, S. 128.
154. ↑  Blunt: The Future of Islam. 1882, S. 129.
155. ↑  Blunt: The Future of Islam. 1882, S. 130f.
156. ↑  Blunt: The Future of Islam. 1882, S. 127f.
157. ↑  Vgl. zu ihm Metin Hülagü: Topal Osman Nuri Paşa (1840–1898), Hayatı ve Faaliyetleri in Ankara Üniversitesi Osmanlı Tarihi Araştırma ve Uygulama Merkezi Dergisi (OTAM) 5 (1994) 145–153. Digitalisat
158. ↑  Abu-Manneh: Sultan Abdülhamid II and the Sharifs of Mecca. 1973, S. 9f.
159. ↑  Abu-Manneh: Sultan Abdülhamid II and the Sharifs of Mecca. 1973, S. 10f.
160. ↑  Abu-Manneh: Sultan Abdülhamid II and the Sharifs of Mecca. 1973, S. 11.
161. ↑  Low: The Mechanics of Mecca. 2015, S. 49.
162. ↑  Abu-Manneh: Sultan Abdülhamid II and the Sharifs of Mecca. 1973, S. 12.
163. ↑  Low: The Mechanics of Mecca. 2015, S. 50.
164. ↑  Abu-Manneh: Sultan Abdulhamid II and the Sharifs of Mecca. 1973, S. 13.
165. 1 2  Abu-Manneh: Sultan Abdülhamid II and the Sharifs of Mecca. 1973, S. 17.
166. ↑  Snouck Hurgronje: Mekka. Bd. I, S. 178f.
167. ↑  Abu-Manneh: Sultan Abdülhamid II and the Sharifs of Mecca. 1973, S. 14f.
168. 1 2  Abu-Manneh: Sultan Abdülhamid II and the Sharifs of Mecca. 1973, S. 15.
169. ↑  Snouck Hurgronje: Mekka. Bd. I, S. 185, 222–224.
170. ↑  Snouck Hurgronje: Mekka. Bd. I, S. 184.
171. ↑  Snouck Hurgronje: Mekka. Bd. I, S. 185.
172. ↑  Stratkötter: Von Kairo nach Mekka. 1991, S. 108.
173. ↑  Selim Faris: The Decline of British Prestige in the East. T. Fisher, London 1887. S. 137. Digitalisat
174. 1 2 3  Stratkötter: Von Kairo nach Mekka. 1991, S. 107f.
175. ↑  Abu-Manneh: Sultan Abdülhamid II and the Sharifs of Mecca. 1973, S. 19.
176. ↑  Stratkötter: Von Kairo nach Mekka. 1991, S. 108f.
177. ↑  Stratkötter: Von Kairo nach Mekka. 1991, S. 111.
178. ↑  Low: The Mechanics of Mecca. 2015, S. 315–319.
179. 1 2  Abu-Manneh: Sultan Abdülhamid II and the Sharifs of Mecca. 1973, S. 20.
180. ↑  Für eine Beschwerde aus Madras aus dem Jahre 1892 vgl. Low: The Mechanics of Mecca. 2015, S. 263–266.
181. ↑  Zit. in Maǧallat al-Manār 7/2 (2. April 1904) S. 72. Digitalisat.
182. ↑  Al-Amr: The Hijaz under Ottoman rule 1869–1914. 1978, S. 209.
183. ↑  Low: The Mechanics of Mecca. 2015, S. 224–228.
184. ↑  M. Talha Çiçek: Negotiating power and authority in the desert: the Arab Bedouin and the limits of the Ottoman state in Hijaz, 1840–1908 in Middle Eastern Studies 52/2 (2016) 260–279, hier S. 262.
185. ↑  Al-Amr: The Hijaz under Ottoman rule 1869-1914. 1978, S. 211f.
186. 1 2  Al-Amr: The Hijaz under Ottoman rule 1869–1914. 1978, S. 212f.
187. ↑  Gökhan Çetinsaya: The Ottoman View of British Presence in Iraq and the Gulf: The Era of Abdulhamid II in Middle Eastern Studies 39/2 (2003) 194–203. Hier S. 200.
188. ↑  Gaury: The Rulers of Mecca. 1954, S. 262.
189. ↑  Low: The Mechanics of Mecca. 2015, S. 342.
190. ↑  Mckale: German Policy toward the Sharif of Mecca. 1993, S. 305f.
191. ↑  Mckale: German Policy toward the Sharif of Mecca. 1993, S. 306f.
192. ↑  Mckale: German Policy toward the Sharif of Mecca. 1993, S. 306.
193. ↑  Mckale: German Policy toward the Sharif of Mecca. 1993, S. 307.
194. ↑  Mckale: German Policy toward the Sharif of Mecca. 1993, S. 308.
195. 1 2  Mckale: German Policy toward the Sharif of Mecca. 1993, S. 309.
196. ↑  Mckale: German Policy toward the Sharif of Mecca. 1993, S. 310.
197. ↑  Mckale: German Policy toward the Sharif of Mecca. 1993, S. 311.
198. ↑  Mckale: German Policy toward the Sharif of Mecca. 1993, S. 313.
199. 1 2 3 4  Uzunçarşılı: Mekke-i mükerreme emirleri. 1984, S. 145.
200. ↑  Teitelbaum: The Rise and Fall of the Hashimite Kingdom of Arabia. 2001, S. 83f.
201. ↑  Gaury: The Rulers of Mecca. 1954, S. 272.
202. ↑  Low: The Mechanics of Mecca. 2015, S. 344.
203. ↑  Vgl. Masʿūd Muḥammad Āl-Zaid: Tārīḫ Makka al-Mukarrama fī ʿahd al-Ašrāf Āl-Zaid (1041/1299h – 1631/1881m). Dār al-Qāhira, Kairo, 2005. S. 295–297.
204. ↑  Eduard von Zambaur: Manuel de généalogie et de chronologie pour l’histoire de l’Islam. Lafaire, Hannover 1927. S. 19–23.
205. ↑  Name berichtigt nach Stammtafel II in Snouck Hurgronje: Mekka. Bd. I, nach S. 74.
206. ↑  Meloy: Imperial power and maritime trade. 2010, S. 86.